# Liste der Kulturdenkmale in Innenstadt (Görlitz), L–Q
In der Liste der Kulturdenkmale in Innenstadt (Görlitz), L–Q sind sämtliche Kulturdenkmale der Görlitzer Innenstadt verzeichnet, die bis September 2024 vom Landesamt für Denkmalpflege Sachsen erfasst wurden (ohne archäologische Kulturdenkmale) und deren Straßenname mit den entsprechenden Anfangsbuchstaben beginnt. Die Anmerkungen sind zu beachten.
Diese Liste ist eine Teilliste der Liste der Kulturdenkmale in Görlitz.

## Liste der Kulturdenkmale in Innenstadt (Görlitz), L–Q
| Bild                                    | Bezeichnung | Lage | Datierung | Beschreibung | ID       |
| --------------------------------------- | --- | --- | --- | --- | -------- |
| Direkt Bild zu diesem Denkmal hochladen | Litfaßsäule | Landeskronstraße, Ecke Lutherplatz, vor der Mohrenapotheke (Karte) | Um 1920 | Kulturgeschichtlich von Bedeutung | 09281399 |
|                                         | Mietshaus in geschlossener Bebauung, Eckhaus | Landeskronstraße 1 (Karte) | 1891 | Klinkerfassade, baugeschichtlich und städtebaulich von Bedeutung | 09280443 |
| Direkt Bild zu diesem Denkmal hochladen | Mietshaus mit Laden in geschlossener Bebauung, Eckhaus | Landeskronstraße 2 (Hauptanschrift: Lutherplatz 12) (Karte) | Um 1890 | Baugeschichtlich und straßenbildprägend von Bedeutung | 09280533 |
|                                         | Mietshaus in geschlossener Bebauung | Landeskronstraße 3 (Karte) | 1889 | Historismusfassade, baugeschichtlich und städtebaulich von Bedeutung | 09280444 |
|                                         | Mietshaus in geschlossener Bebauung, mit Laden | Landeskronstraße 4 (Karte) | Um 1890 | Baugeschichtlich und städtebaulich von Bedeutung | 09280445 |
|                                         | Mietshaus in geschlossener Bebauung, Eckhaus, mit Laden | Landeskronstraße 5 (Karte) | Um 1890 | Historismusfassade, baugeschichtlich und straßenbildprägend von Bedeutung | 09280446 |
|                                         | Mietshaus in geschlossener Bebauung, mit Laden | Landeskronstraße 6 (Karte) | Um 1890 | Klinkerfassade, baugeschichtlich und städtebaulich von Bedeutung | 09282048 |
|                                         | Mietshaus in geschlossener Bebauung, mit Laden | Landeskronstraße 7 (Karte) | Um 1890 | Baugeschichtlich und städtebaulich von Bedeutung | 09282047 |
|                                         | Mietshaus in geschlossener Bebauung | Landeskronstraße 8 (Karte) | Um 1890 | Baugeschichtlich und städtebaulich von Bedeutung | 09282046 |
|                                         | Mietshaus mit Laden in geschlossener Bebauung, Eckhaus | Landeskronstraße 9 (Karte) | Um 1890 | Baugeschichtlich und straßenbildprägend von Bedeutung | 09282050 |
|                                         | Mietshaus in geschlossener Bebauung, mit Laden | Landeskronstraße 10 (Karte) | Um 1890 | Baugeschichtlich und städtebaulich von Bedeutung | 09282051 |
|                                         | Mietshaus in geschlossener Bebauung, mit Laden | Landeskronstraße 11 (Karte) | Um 1890 | Baugeschichtlich und städtebaulich von Bedeutung | 09282052 |
|                                         | Mietshaus in geschlossener Bebauung | Landeskronstraße 12 (Karte) | 1892 | Mit Gaststätte „Deutsche Bierstube“ im Erdgeschoss, baugeschichtlich und städtebaulich von Bedeutung | 09282053 |
|                                         | Mietshaus in geschlossener Bebauung, mit Laden | Landeskronstraße 13 (Karte) | Bezeichnet mit 1902 | Historismusfassade mit neogotischen Stilelementen, baugeschichtlich und städtebaulich von Bedeutung | 09282054 |
|                                         | Mietshaus in geschlossener Bebauung, mit Laden | Landeskronstraße 14 (Karte) | Nach 1900 | Baugeschichtlich und städtebaulich von Bedeutung | 09282055 |
|                                         | Mietshaus in geschlossener Bebauung, mit Laden | Landeskronstraße 15 (Karte) | Nach 1900 | Baugeschichtlich und städtebaulich von Bedeutung | 09282056 |
|                                         | Mietshaus in geschlossener Bebauung | Landeskronstraße 16 (Karte) | Um 1895 | Baugeschichtlich und städtebaulich von Bedeutung | 09282057 |
|                                         | Mietshaus mit Laden in geschlossener Bebauung, mit rechtem Hofflügel | Landeskronstraße 17 (Karte) | 1893 | Bauherren waren die Fabrikanten Böhmer und Lehmann, baugeschichtlich und städtebaulich von Bedeutung. Außergewöhnlich reiche Gestaltung im Inneren, Hofdurchfahrt, Wohnungen, Öfen. | 09282058 |
|                                         | Mietshaus in geschlossener Bebauung, mit Laden | Landeskronstraße 18 (Karte) | Kurz vor 1900 | Baugeschichtlich und städtebaulich von Bedeutung. Abbruch Hinterhäuser (kein Denkmal) 2010 zugestimmt. | 09282059 |
|                                         | Mietshaus in geschlossener Bebauung, mit Laden | Landeskronstraße 19 (Karte) | Kurz vor 1900 | Baugeschichtlich und städtebaulich von Bedeutung | 09282060 |
|                                         | Mietshaus in geschlossener Bebauung, mit Laden | Landeskronstraße 20 (Karte) | Kurz vor 1900 | Baugeschichtlich und städtebaulich von Bedeutung | 09282061 |
|                                         | Mietshaus in geschlossener Bebauung | Landeskronstraße 21 (Karte) | Kurz vor 1900 | Baugeschichtlich und städtebaulich von Bedeutung | 09282062 |
|                                         | Mietshaus mit Laden in geschlossener Bebauung, Kopfbau zum Brautwiesenplatz zusammen mit Nummer 23 | Landeskronstraße 22 (Karte) | Kurz vor 1900 | Baugeschichtlich und platzbildprägend von Bedeutung | 09282063 |
| Direkt Bild zu diesem Denkmal hochladen | Litfaßsäule | Landeskronstraße, Ecke Brautwiesenplatz 22 (vor) (Karte) | 1920er/1930er Jahre | Kulturgeschichtlich von Bedeutung, bis 2009 irrtümlich unter Brautwiesenplatz in der Denkmalliste | 09281219 |
|                                         | Mietshaus mit Laden in geschlossener Bebauung, Kopfbau zum Brautwiesenplatz zusammen mit Nummer 22 | Landeskronstraße 23 (Karte) | Kurz vor 1900 | Baugeschichtlich und platzbildprägend von Bedeutung | 09282064 |
|                                         | Mietshaus mit Restaurant | Landeskronstraße 26 (Karte) | Um 1895 | Kopfbau zum Brautwiesenplatz, baugeschichtlich und platzbildprägend von Bedeutung. Zwei Eckerker über zweitem und drittem Obergeschoss und Dachgeschoss. | 09281212 |
|                                         | Mietshaus in geschlossener Bebauung | Landeskronstraße 27 (Karte) | Um 1895 | Baugeschichtlich und städtebaulich von Bedeutung | 09281220 |
|                                         | Mietshaus in geschlossener Bebauung, mit Läden | Landeskronstraße 28 (Karte) | Um 1895 | Baugeschichtlich und städtebaulich von Bedeutung | 09281221 |
|                                         | Mietshaus in geschlossener Bebauung | Landeskronstraße 29 (Karte) | 1896 | Baugeschichtlich und städtebaulich von Bedeutung. In Hofeinfahrt Art-déco-Ausmalung. An Hofeinfahrt sehr schöne Bleiglasfenster. Innentor. Farbige Bleiglasfenster. Jugendstil auch im Treppenhaus im ersten und zweiten Obergeschoss. | 09281222 |
|                                         | Mietshaus in geschlossener Bebauung | Landeskronstraße 30 (Karte) | Um 1895 | Baugeschichtlich und städtebaulich von Bedeutung. In Hofdurchfahrt vier schöne Deckengemälde. | 09281223 |
|                                         | Mietshaus in geschlossener Bebauung | Landeskronstraße 31 (Karte) | Um 1895 | Baugeschichtlich und städtebaulich von Bedeutung | 09281224 |
|                                         | Mietshaus in geschlossener Bebauung | Landeskronstraße 32 (Karte) | Um 1895 | Baugeschichtlich und städtebaulich von Bedeutung | 09281225 |
|                                         | Mietshaus in geschlossener Bebauung, mit Läden | Landeskronstraße 33 (Karte) | Um 1895 | Baugeschichtlich und städtebaulich von Bedeutung. Läden verändert. Ungewöhnlich gelegenes Treppenhaus. Zum Hof verglaste Balkons. | 09281226 |
|                                         | Mietshaus in geschlossener Bebauung, mit Laden | Landeskronstraße 35 (Karte) | Um 1895 | Baugeschichtlich und städtebaulich von Bedeutung. Links original erhaltener Laden. | 09281228 |
|                                         | Mietshaus in geschlossener Bebauung, mit Laden mit originaler Front | Landeskronstraße 36 (Karte) | Um 1895 | Klinkerfassade, baugeschichtlich und städtebaulich von Bedeutung. Balkons mit schönen Gittern. | 09281229 |
|                                         | Mietshaus in geschlossener Bebauung, mit Laden | Landeskronstraße 37 (Karte) | Um 1895 | Im rechten und linken Hofgebäude u. a. 1906 Hensel & Prinke Görlitz/Schlesien, Fruchtessenzen, Fruchtsäfte, Export nach allen Weltteilen, baugeschichtlich und städtebaulich von Bedeutung | 09281230 |
|                                         | Mietshaus in geschlossener Bebauung | Landeskronstraße 38 (Karte) | Um 1895 | Baugeschichtlich und städtebaulich von Bedeutung | 09281231 |
|                                         | Mietshaus in geschlossener Bebauung, mit Laden | Landeskronstraße 39 (Karte) | Um 1895 | Baugeschichtlich und städtebaulich von Bedeutung | 09281232 |
|                                         | Mietshaus in geschlossener Bebauung | Landeskronstraße 40 (Karte) | Um 1895 | Baugeschichtlich und städtebaulich von Bedeutung | 09281233 |
|                                         | Mietshaus in geschlossener Bebauung, Eckhaus zur Löbauer Straße | Landeskronstraße 41 (Karte) | 1892 | Baugeschichtlich und straßenbildprägend von Bedeutung, Eckturm Kupfer | 09281234 |
|                                         | Mietshaus in geschlossener Bebauung, Eckhaus | Landeskronstraße 42 (Karte) | 1890 | Baugeschichtlich und straßenbildprägend von Bedeutung | 09280439 |
|                                         | Mietshaus in geschlossener Bebauung | Landeskronstraße 43 (Karte) | 1895/1900 | Baugeschichtlich und städtebaulich von Bedeutung | 09280440 |
|                                         | Mietshaus in geschlossener Bebauung | Landeskronstraße 44 (Karte) | 1895/1900 | Baugeschichtlich und städtebaulich von Bedeutung | 09280441 |
|                                         | Mietshaus in geschlossener Bebauung, Eckhaus | Landeskronstraße 45 (Karte) | Nach 1895 | Baugeschichtlich und städtebaulich von Bedeutung | 09280442 |
|                                         | Mietshaus mit Laden in geschlossener Bebauung, Eckhaus | Landeskronstraße 46 (Karte) | 1890 | Klinkerfassade, baugeschichtlich und straßenbildprägend von Bedeutung | 09280449 |
|                                         | Mietshaus in geschlossener Bebauung | Landeskronstraße 47 (Karte) | Um 1890 | Baugeschichtlich und städtebaulich von Bedeutung. Eine Fassade mit Nummer 48. | 09280447 |
|                                         | Mietshaus in geschlossener Bebauung | Landeskronstraße 48 (Karte) | Um 1890 | Baugeschichtlich und städtebaulich von Bedeutung. Eine Fassade mit Haus Nummer 47. | 09280448 |
|                                         | Mietshaus in geschlossener Bebauung, mit Laden | Landeskronstraße 49 (Karte) | 1891 | Klinkerfassade, baugeschichtlich und städtebaulich von Bedeutung. Originale Innenausstattung. Dekorationsmalerei, eine Fassade mit Nummer 50 und 51. | 09280450 |
|                                         | Mietshaus in geschlossener Bebauung, mit Laden | Landeskronstraße 50 (Karte) | Um 1890 | Historismusfassade, identisch mit Nummer 51, baugeschichtlich und städtebaulich von Bedeutung | 09280451 |
| Direkt Bild zu diesem Denkmal hochladen | Mietshaus in geschlossener Bebauung, mit Laden | Landeskronstraße 51 (Karte) | Um 1890 | Historismusfassade, identisch mit Nummer 50, baugeschichtlich und städtebaulich von Bedeutung. Eine Fassade mit Haus Nummer 50 und 49. | 09280452 |
|                                         | Mietshaus in geschlossener Bebauung, mit Laden | Landeskronstraße 52 (Karte) | Um 1890 | Historismusfassade, identisch mit Nummer 53, baugeschichtlich und städtebaulich von Bedeutung. Eine Fassade mit Haus Nummer 53. | 09280453 |
|                                         | Mietshaus in geschlossener Bebauung | Landeskronstraße 53 (Karte) | Um 1890 | Historismusfassade, identisch mit Nummer 52, baugeschichtlich und städtebaulich von Bedeutung. Eine Fassade mit Haus Nummer 52. | 09280454 |
|                                         | Mietshaus in geschlossener Bebauung | Landeskronstraße 54 (Karte) | Um 1890 | Historismusfassade, identisch mit Nummer 55, baugeschichtlich und städtebaulich von Bedeutung. Eine Fassade mit Haus Nummer 55. | 09280455 |
|                                         | Mietshaus in geschlossener Bebauung | Landeskronstraße 55 (Karte) | Um 1890 | Historismusfassade, identisch mit Nummer 54, baugeschichtlich und städtebaulich von Bedeutung. Eine Fassade mit Haus Nummer 54. | 09280456 |
|                                         | Mietshaus in geschlossener Bebauung | Landeskronstraße 56 (Karte) | Um 1890 | Klinker, baugeschichtlich und städtebaulich von Bedeutung | 09280457 |
|                                         | Haus Bethanien; Diakonissenhaus, ursprünglich freistehend | Landeskronstraße 57 (Karte) | 1886 | Spätklassizistische Fassade, baugeschichtlich und ortsgeschichtlich von Bedeutung | 09280458 |
|                                         | Mietshaus in geschlossener Bebauung | Leipziger Straße 1 (Karte) | Um 1890 | Klinkerfassade, baugeschichtlich und städtebaulich von Bedeutung | 09280422 |
|                                         | Mietshaus in geschlossener Bebauung | Leipziger Straße 2a (Karte) | Um 1890 | Klinkerfassade, baugeschichtlich und städtebaulich von Bedeutung | 09280423 |
|                                         | Mietshaus in geschlossener Bebauung | Leipziger Straße 3 (Karte) | Um 1890 | Baugeschichtlich und städtebaulich von Bedeutung | 09280424 |
|                                         | Mietshaus in geschlossener Bebauung | Leipziger Straße 4 (Karte) | 1868 | Bauherr ist Maurermeister I. Baumann, baugeschichtlich und städtebaulich von Bedeutung | 09280426 |
|                                         | Mietshaus in geschlossener Bebauung | Leipziger Straße 7 (Karte) | 1880er Jahre | Baugeschichtlich und städtebaulich von Bedeutung | 09280427 |
| Weitere Bilder                          | Villa mit U-förmigem Gewerbegebäude im Hof, mit Vorgarten und Einfriedung | Leipziger Straße 10 (Karte) | 1875/1885 | Baugeschichtlich von Bedeutung. Hufeisenförmig angelegte Hofgebäude mit gewerblicher Nutzung. Leipziger Straße 10 und 18 Verkaufsstellen des Consum-Vereins seit 1890. | 09280417 |
|                                         | Villa mit Einfriedung | Leipziger Straße 11 (Karte) | 1870 | Geburtshaus der Kinderärztin Marie Elise Kayser, die Begründerin der Sammelstellen von Muttermilch, Bauherr Maurermeister D. Groche, baugeschichtlich von Bedeutung | 09280416 |
| Weitere Bilder                          | Mechanische Weberei; Wohnhaus, nach rechts in geschlossener Bebauung und Fabrik im Hof | Leipziger Straße 12 (Karte) | Bezeichnet mit 1935 (Wohnhaus); 1862 (Fabrik) | Baugeschichtlich von Bedeutung | 09285584 |
|                                         | Mietshaus in geschlossener Bebauung | Leipziger Straße 14 (Karte) | 1876 | Bauherr war der Malermeister Hansen, baugeschichtlich und städtebaulich von Bedeutung. Reste von Deckenmalerei und Wandmalerei im Eingangsbereich und Treppenhaus (?). | 09280434 |
|                                         | Mietshaus in geschlossener Bebauung | Leipziger Straße 15 (Karte) | 1875/1885 | Baugeschichtlich und städtebaulich von Bedeutung | 09280433 |
|                                         | Mietshaus in geschlossener Bebauung | Leipziger Straße 16 (Karte) | Um 1885 | Baugeschichtlich und städtebaulich von Bedeutung | 09280432 |
|                                         | Mietshaus mit Laden in geschlossener Bebauung, Eckhaus | Leipziger Straße 17 (Karte) | Um 1870 | Baugeschichtlich, städtebaulich und straßenbildprägend von Bedeutung. Abgeschrägte Ecke. Eckladen mit originaler Front. Originale Fenster und Türen. Reiche Fassadengliederungen und Stuckputz. | 09280727 |
| Direkt Bild zu diesem Denkmal hochladen | Mietshaus in geschlossener Bebauung, Eckhaus | Leipziger Straße 18 (Karte) | Nach 1895 | Baugeschichtlich, städtebaulich und straßenbildprägend von Bedeutung. Leipziger Straße 10 und 18 Verkaufsstellen des Consum-Vereins seit 1890. | 09280438 |
|                                         | Mietshaus in geschlossener Bebauung | Leipziger Straße 19 (Karte) | Um 1895 | Baugeschichtlich und städtebaulich von Bedeutung | 09280720 |
|                                         | Mietshaus in geschlossener Bebauung | Leipziger Straße 20 (Karte) | Um 1895 | Baugeschichtlich und städtebaulich von Bedeutung. Im Eingangsbereich an der Decke Dekorationsmalerei, im mittleren Teil Landschaftsdarstellung. | 09280719 |
| Direkt Bild zu diesem Denkmal hochladen | Litfaßsäule | Leipziger Straße 20 (gegenüber) (Karte) | Um 1920 | Kulturgeschichtlich von Bedeutung | 09281338 |
|                                         | Mietshaus in geschlossener Bebauung, Eckhaus | Leipziger Straße 20a (Karte) | Um 1895 | Baugeschichtlich und städtebaulich von Bedeutung | 09280718 |
|                                         | Mietshaus in geschlossener Bebauung | Leipziger Straße 20b (Karte) | Kurz vor 1900 | Leichte Ecke, Obergeschosse Klinker, baugeschichtlich und städtebaulich von Bedeutung | 09282070 |
|                                         | Mietshaus in geschlossener Bebauung, Eckhaus | Leipziger Straße 21 (Karte) | Um 1895 | Baugeschichtlich und städtebaulich von Bedeutung | 09282069 |
|                                         | Mietshaus in geschlossener Bebauung | Leipziger Straße 22 (Karte) | Kurz vor 1900 | Baugeschichtlich und städtebaulich von Bedeutung | 09282068 |
|                                         | Mietshaus in geschlossener Bebauung, Eckhaus | Leipziger Straße 23 (Karte) | Um 1895 | Baugeschichtlich und städtebaulich von Bedeutung | 09280721 |
|                                         | Mietshaus in geschlossener Bebauung | Leipziger Straße 24 (Karte) | 1885/1890 | Baugeschichtlich und städtebaulich von Bedeutung | 09280428 |
|                                         | Mietshaus in geschlossener Bebauung | Leipziger Straße 25 (Karte) | 1890/91 | Baugeschichtlich und städtebaulich von Bedeutung | 09280429 |
|                                         | Mietshaus in geschlossener Bebauung | Leipziger Straße 26 (Karte) | 1885/1890 | Baugeschichtlich und städtebaulich von Bedeutung | 09280430 |
|                                         | Mietshaus in geschlossener Bebauung | Leipziger Straße 27 (Karte) | 1885/1890 | Baugeschichtlich und städtebaulich von Bedeutung | 09280431 |
|                                         | Wohnhaus in geschlossener Bebauung | Leipziger Straße 32 (Karte) | 1857–1867 | Baugeschichtlich und städtebaulich von Bedeutung | 09280418 |
|                                         | Mietshaus in geschlossener Bebauung | Leipziger Straße 33 (Karte) | 1857–1867 | Baugeschichtlich und städtebaulich von Bedeutung | 09280419 |
|                                         | Wohnhaus in geschlossener Bebauung | Leipziger Straße 34 (Karte) | 1875/1885 | Baugeschichtlich und städtebaulich von Bedeutung | 09280420 |
|                                         | Mietshaus in geschlossener Bebauung, Eckhaus | Leipziger Straße 35 (Karte) | Um 1890 | Baugeschichtlich und städtebaulich von Bedeutung | 09280421 |
|                                         | Mietshaus mit Laden in geschlossener Bebauung, Eckhaus zur Krölstraße | Leipziger Straße 36 (Karte) | Um 1880 | Baugeschichtlich und städtebaulich von Bedeutung. Originale Ladenfront. | 09281240 |
|                                         | Mietshaus, vom Typus in geschlossener Bebauung | Leipziger Straße 37 (Karte) | Um 1870 | Städtebaulich von Bedeutung. Gestaltete Giebelwand mit glatt geputzten Streifen, die sich als waagerechte und senkrechte Putzbänder über die Wand ziehen, viergeschossiger Bau, Traufseite zur Straße hin gerichtet, rechts- und linksseitig je ein seitlicher Risalit, Erdgeschoss mit profiliertem Gurtgesims, Konsolgesims unter der Traufe an der Längsseite des Hauses, im ersten und zweiten Obergeschoss stehende Fenster, mit zwei Flügeln und Oberlicht, im dritten Obergeschoss jeweils zwei einzeln stehende rundbogige Fenster zur optischen Betonung der Risalite. | 09282339 |
|                                         | Mietshaus in halboffener Bebauung | Leipziger Straße 39 (Karte) | 1880er Jahre | Städtebaulich von Bedeutung. Originale Haustür und Fenster, Konsolfries am Hauptgesims. Einfache Fassade mit acht Achsen. | 09285624 |
| Weitere Bilder                          | Mietshaus in geschlossener Bebauung | Leipziger Straße 40 (Karte) | 1870er Jahre | Städtebaulich von Bedeutung. Vielleicht auch Geschäftshaus von Edeka. Seitenrisalite mit rundbogigen Fenstern und Putzspiegeln. | 09285625 |
|                                         | Mietshaus in geschlossener Bebauung | Leipziger Straße 42 (Karte) | 1902 | Baugeschichtlich und städtebaulich von Bedeutung. Dekorationsmalerei aus den 20er Jahren. | 09280435 |
|                                         | Mietshaus in geschlossener Bebauung | Leipziger Straße 43 (Karte) | Um 1900 | Baugeschichtlich und städtebaulich von Bedeutung | 09280436 |
|                                         | Wohnhaus in geschlossener Bebauung | Leipziger Straße 46 (Karte) | 1875 | Bau- und stadtentwicklungsgeschichtlich von Bedeutung, straßenbildprägend | 09307562 |
|                                         | Wohnhaus in geschlossener Bebauung, Eckhaus | Leipziger Straße 47 (Salomonstraße 28) (Karte) | Um 1865 | Baugeschichtlich und städtebaulich von Bedeutung | 09280437 |
| Direkt Bild zu diesem Denkmal hochladen | Wohnanlage Lilienthal-, Parseval-, Zeppelinstraße und Ulmenhof (Sachgesamtheit) | Lilienthalstraße 1, 3, 5, 7; Lilienthalstraße 2, 4, 6, 8, 12; Parsevalstraße 1, 3, 5, 7; Parsevalstraße 2, 4, 6, 8, 10; Parsevalstraße 9, 11, 13, 15, 17, 19; Parsevalstraße 12, 14, 16, 20, 22a, 22b; Ulmenhof 1, 2, 3, 4, 5, 6, 7, 8, 9, 10; Zeppelinstraße 19, 21, 23, 25, 27, 29 (Karte) | Um 1930 | Sachgesamtheit Wohnanlage Lilienthal-, Parseval-, Zeppelinstraße und Ulmenhof mit folgenden Einzeldenkmalen: - vier Mehrfamilienwohnhäuser (Lilienthalstraße 1, 3, 5, 7, siehe Obj. 09282991) - fünf Mehrfamilienwohnhäuser (Lilienthalstraße 2, 4, 6, 8, 12, siehe Obj. 09282992) - vier Mehrfamilienwohnhäuser mit Verbindungsbau (Parsevalstraße 1, 3, 5, 7, Obj. 09302699) - fünf Mehrfamilienwohnhäuser (Parsevalstraße 2, 4, 6, 8, 10, siehe Obj. 09282994) - sechs Mehrfamilienwohnhäuser (Parsevalstraße 9, 11, 13, 15, 17, 19, siehe Obj. 09282996) - sechs Mehrfamilienwohnhäuser (Parsevalstraße 12, 14, 16, 20, 22a, 22b, siehe Obj. 09282995) - fünf Doppelwohnhäuser (Ulmenhof, 1, 2, 3, 4, 5, 6, 7, 8, 9, 10, siehe Obj. 09281674) - sechs Mehrfamilienwohnhäuser (Zeppelinstraße 19, 21, 23, 25, 27, 29, siehe Obj. 09282993) sowie Wohngrün der Wohnanlage mit Spielplatz, Gartenbank, Gartentisch, Wohnhöfen, Baumreihen und Solitärbäumen (Gartendenkmal); baugeschichtlich, sozialgeschichtlich und städtebaulich von Bedeutung. | 09282997 |
| Direkt Bild zu diesem Denkmal hochladen | Vier Mehrfamilienwohnhäuser in geschlossener Bebauung, Nummer 1 Eckhaus (Einzeldenkmale zu ID-Nr. 09282997) | Lilienthalstraße 1, 3, 5, 7 (Karte) | Um 1930 | Bestandteil der Wohnanlage Lilienthalstraße, Parsevalstraße und Zeppelinstraße, baugeschichtlich und sozialgeschichtlich von Bedeutung. Putzbauten. Sockel, Hauseingänge aus Klinker. Dreiteilige Fenster mit je drei Sprossen. Sozialer Wohnungsbau, wahrscheinlich kommunal. Nummer 1 Eckhaus mit Laden, dort Fleischerei, mit alter Ladenbeschriftung, mit Keramikplatten verblendet. Offener Eckturm. | 09282991 |
| Direkt Bild zu diesem Denkmal hochladen | Fünf Mehrfamilienwohnhäuser in geschlossener Bebauung, Nummer 2 Eckhaus, Nummer 8 nach links in offener Bebauung, Nummer 12 nach rechts in offener Bebauung, dazwischen Torbogen (Einzeldenkmale zu ID-Nr. 09282997) | Lilienthalstraße 2, 4, 6, 8, 12 (Karte) | Um 1930 | Bestandteil der Wohnanlage Lilienthalstraße, Parsevalstraße und Zeppelinstraße, baugeschichtlich und sozialgeschichtlich von Bedeutung. Putzbauten. Sockel, Hauseingänge aus Klinker. Dreiteilige Fenster mit je drei Sprossen. Sozialer Wohnungsbau, wahrscheinlich kommunal. Eckladen Lilienthalstraße 2 Bäckerei mit altem Schriftzug und äußerlicher Keramikverblendung. Ladeneinrichtung original. Haus mit offenem Eckturm. | 09282992 |
| Direkt Bild zu diesem Denkmal hochladen | Villa mit Villengarten und Einfriedung | Lindenweg 2 (Karte) | 1894 | Erbaut von Carl Druschki, Wohnhaus der Bürgermeister Büchtemann ab 1896 und Georg Snay ab ca. 1928 bis zu seinem Tode 1930, das Grundstück nahm einst der Hartmannsche Garten ein, baugeschichtlich von Bedeutung. Pultdach mit Attika, rechts „Turm“ mit Terrasse. Eingangsbereich Stuck und Pilaster, Treppenhausfenster und Windfangtüren geätzt. Beim Kutscherhaus Risalit mit den Remisen bzw. Garagen hübsch mit abgestuftem Giebelaufsatz. Die Villa erscheint mit den Brandmauern rechts und links als für geschlossene Bebauung konzipiert. | 09281058 |
| Weitere Bilder                          | Villa mit Villengarten und Einfriedung | Lindenweg 3 (Karte) | 1891 | Villa herrschaftlich im Stile der deutschen Neurenaissance, gemäß der Bauakten Umbau eines Neubaus von 1872, vorgenommen von Carl Druschki, das Grundstück nahm einst der Hartmannsche Garten ein, baugeschichtlich und baukünstlerisch von Bedeutung. Gusseisernes Treppengitter, alter Staketenzaun, nicht unbedingt zu erhalten. | 09281057 |
| Weitere Bilder                          | Villa mit Villengarten, Einfriedung und Toreinfahrt | Lindenweg 4 (Karte) | 1894 | Herrschaftlich in deutschen Neurenaissance, Architekten Cremer und Wolffenstein, Bauherr Fabrikbesitzer O. Meißner, das Grundstück nahm einst der Hartmannsche Garten ein, baugeschichtlich und baukünstlerisch von Bedeutung. Deutsche Neurenaissance, mit weißen Verblendziegeln verkleidet, Gewände u. a. Architekturteile aus Sandstein, stark holzverkleidetes Treppenhaus, Stuck-Felder, Fußbodenplatten, Bleiglasfenster über Eingang. Altes Hofeingangsgittertor. Cremer und Wolffenstein hatten die Anlagen der Gewerbe- und Industrieausstellung in Görlitz 1885 maßgeblich geplant und gebaut (Aus: Deutsche Bauzeitung, 1.8.1885). | 09281056 |
|                                         | Villa und Villengarten mit altem Baumbestand | Lindenweg 7 (Karte) | 1858 | Erbauer war Bürgermeister Sattig, Villa hieß später Sprengnersche Villa, das Grundstück nahm einst der Schrickelsche Garten ein, dem die alten Bäume entstammen, baugeschichtlich und gartenkünstlerisch von Bedeutung. Älteste bestehende Villa auf dem Lindenweg, klassizistisch. Fassaden wohl etwas geglättet. In Brief zum Lindenweg als Sprengersche Villa bezeichnet. Beschreibung des Gartendenkmals (Ragnhild Kober, 19. Dezember 2008): - Gehölze: Solitärbäume (drei einzeln stehende Linden im Ost-Bereich, eine Buche im Nordwesten der Villa, eine Buche in Nähe der Nordwest-Ecke des Gartens, eine Buche an der Südgrenze), Baumgruppe (zwei Buchen an der Nord-Grenze, Koniferen im Südwest-Bereich), Hainbuchen an der Südgrenze - Bemerkung: Haus und Garten werden als Kindergarten genutzt, im Garten sind mehrere Spielplätze durch Zäune voneinander getrennt | 09281055 |
| Direkt Bild zu diesem Denkmal hochladen | Wohnhaus, Villengarten, Gartenbrücke und Einfriedung | Lindenweg 9 (Karte) | 1878 | Haus mit anspruchsvoller Gestaltung, als Rest des Schrickelschen Gartens eine dreibogige Brücke, eine Säule mit Inschrift, eine Steintafel mit Jahreszahl 1761 und den Worten „Der Herr hat geholfen“ und ein Wappen mit der Jahreszahl 1692 und den Buchstaben J. S., baugeschichtlich von Bedeutung. Veranda-Vorbau etwas verändert, schmiedeeisernes Treppengitter. Beschreibung des Gartendenkmals (Ragnhild Kober, 19. Dezember 2008): - Brücke: massive Brücke aus Bruchsteinmauerwerk mit einem mittleren großen und zwei seitlichen kleineren Bögen, Abdeckung aus Granitstein - Einfriedung: Reste der Einfriedung (Sockel aus Ziegelmauerwerk) zur Lindenstraße - Bemerkung: 1990 durch den „Zirkel Görlitzer Heimatforscher e. V.“ Untersuchung und Bergung wertvoller Gegenstände von der Schrickelschen Brücke im Auftrag der städtischen Denkmalpflege | 09281054 |
| Direkt Bild zu diesem Denkmal hochladen | Wohnhaus, Garten und Einfriedung | Lindenweg 10 (Karte) | 1879 | Haus mit anspruchsvoller Gestaltung, baugeschichtlich und gartenkünstlerisch von Bedeutung. Veranda-Vorbau stark verändert, Hauseingang Stuck und Pilaster. Garten im hinteren Teil ehemals Fläche des Schrickelschen Gartens. Beschreibung des Gartendenkmals (Ragnhild Kober, 11. Januar 2009): - Erschließung: Treppe und geradlinig verlaufender Weg von der Pforte zum Hauseingang - Einfriedung: Einfriedungszaun zur Lindenstraße mit Stützmauer aus Bruchsteinmauerwerk mit aufgesetztem Sockel und Pfeilern aus Klinkermauerwerk, Pforte mit einem Türflügel aus Metallkonstruktion, Stützmauer aus Bruchsteinmauerwerk an der Nordost-Grenze des Vorgartens - Vorgarten: alter Gehölzbestand (Koniferen, Kirsche, Rhododendron, Flieder, Schneebeere) - Bemerkung: neue Eckpfeiler und Pfeiler der Pforte aus Klinkermauerwerk, Zaunfelder nicht original, Stellplatz für PKW im Vorgarten eingefügt | 09281053 |
|                                         | Mietshaus | Lindenweg 11, 11a (Uferstraße 17a) (Karte) | 1875 | Gebäude über U-förmigem Grundriss in Ecklage zur Uferstraße, Haus 1875 als Hoffmann´sche Badeanstalt errichtet, 1925 Aufstockung und Umbau zum Wohnhaus, auch Parkrestaurant, baugeschichtlich und städtebaulich von Bedeutung. Bauherr der Badeanstalt Carl Hoffmann, Baumeister Otto Höhne, 1920 wurden im Erdgeschoss Wohnungen eingebaut, Umbau zu Wohnhaus Bauherr Berta von Markoff, Architekt A. Hentschel. | 09281052 |
|                                         | Mietshaus in geschlossener Bebauung | Löbauer Straße 2 (Karte) | Um 1895 | Klinkerfassade, baugeschichtlich und städtebaulich von Bedeutung | 09280388 |
|                                         | Mietshaus in geschlossener Bebauung | Löbauer Straße 3 (Karte) | Um 1895 | Klinkerfassade, baugeschichtlich und städtebaulich von Bedeutung | 09280389 |
|                                         | Mietshaus in geschlossener Bebauung | Löbauer Straße 4 (Karte) | Um 1895 | Baugeschichtlich und städtebaulich von Bedeutung | 09280390 |
|                                         | Mietshaus in geschlossener Bebauung | Löbauer Straße 5 (Karte) | 1894 | Baugeschichtlich und städtebaulich von Bedeutung, Abbruch Hinterhaus (kein Denkmal) 2010 zugestimmt | 09280391 |
|                                         | Mietshaus in geschlossener Bebauung | Löbauer Straße 6 (Karte) | Um 1895 | Baugeschichtlich und städtebaulich von Bedeutung | 09280392 |
|                                         | Meyer-Optik; Wohn- und Gewerbegebäude in geschlossener Bebauung | Löbauer Straße 7 (Karte) | 1896 | Gebaut von Ernst Herbst & Firl, hier 1896 auch die Meyer-Optik gegründet (siehe Fichtestraße 2 und 14), an der Fassade Reliefs der Begründer der Fotografie: Talbot, Daguerre und Niepce, baugeschichtlich, wirtschaftsgeschichtlich und ortsgeschichtlich von Bedeutung | 09280393 |
|                                         | Mietshaus in geschlossener Bebauung | Löbauer Straße 8 (Karte) | Um 1895 | Baugeschichtlich und städtebaulich von Bedeutung | 09280394 |
|                                         | Mietshaus in geschlossener Bebauung | Löbauer Straße 9 (Karte) | Um 1895 | Baugeschichtlich und städtebaulich von Bedeutung | 09280395 |
|                                         | Mietshaus in geschlossener Bebauung | Löbauer Straße 10 (Karte) | Um 1895 | Klinkerfassade, baugeschichtlich und städtebaulich von Bedeutung. Originale Treppenhausausstattung mit Malerei (diese auch im Eingangsbereich), illusionistische Wandmalerei Ende 19. Jahrhundert, Art-déco-Schablonenmalerei an der Decke. Unter Treppenlauf Gemälde (signiert Pfaffenthal). | 09280396 |
|                                         | Mietshaus in geschlossener Bebauung | Löbauer Straße 11 (Karte) | Um 1895 | Klinkerfassade, baugeschichtlich und städtebaulich von Bedeutung | 09280704 |
|                                         | Mietshaus in geschlossener Bebauung | Löbauer Straße 12 (Karte) | Um 1895 | Klinkerfassade, baugeschichtlich und städtebaulich von Bedeutung | 09280705 |
|                                         | Mietshaus in geschlossener Bebauung | Löbauer Straße 13 (Karte) | Um 1895 | Klinkerfassade, baugeschichtlich und städtebaulich von Bedeutung | 09280706 |
|                                         | Mietshaus in geschlossener Bebauung | Löbauer Straße 14 (Karte) | Um 1895 | Baugeschichtlich und städtebaulich von Bedeutung | 09280707 |
|                                         | Mietshaus in geschlossener Bebauung | Löbauer Straße 15 (Karte) | Um 1895 | figürliche und ornamentals Ausmalung in der Durchfahrt, baugeschichtlich und städtebaulich von Bedeutung | 09280708 |
|                                         | Mietshaus in geschlossener Bebauung | Löbauer Straße 16 (Karte) | Um 1895 | Klinkerfassade, baugeschichtlich und städtebaulich von Bedeutung | 09281196 |
|                                         | Mietshaus in geschlossener Bebauung, mit Laden | Löbauer Straße 17 (Karte) | Um 1895 | Baugeschichtlich und städtebaulich von Bedeutung. Originale Ladenfront, originales Treppenhaus. | 09281197 |
|                                         | Mietshaus in geschlossener Bebauung | Löbauer Straße 18 (Karte) | Um 1895 | Klinkerfassade, baugeschichtlich und städtebaulich von Bedeutung | 09281198 |
|                                         | Mietshaus in geschlossener Bebauung | Löbauer Straße 19 (Karte) | Um 1895 | Baugeschichtlich und städtebaulich von Bedeutung. In Hofdurchfahrt Stuck. | 09281199 |
|                                         | Mietshaus in geschlossener Bebauung, mit kleinem Laden mit originaler Front | Löbauer Straße 20 (Karte) | Um 1895 | Baugeschichtlich und städtebaulich von Bedeutung. Schöne alte Treppenhausausstattung mit Bemalung. | 09281200 |
|                                         | Mietshaus in geschlossener Bebauung, Eckhaus zur Rauschwalder Straße | Löbauer Straße 21 (Karte) | Um 1890 | Baugeschichtlich und straßenbildprägend von Bedeutung. Eckaufsatz oberhalb der Traufe verändert, Treppenhaus alt. | 09281201 |
|                                         | Mietshaus in geschlossener Bebauung, Eckhaus | Löbauer Straße 22 (Karte) | Um 1895 | Baugeschichtlich und straßenbildprägend von Bedeutung | 09280714 |
|                                         | Mietshaus in geschlossener Bebauung | Löbauer Straße 23 (Karte) | Um 1895 | Baugeschichtlich und städtebaulich von Bedeutung | 09280713 |
|                                         | Mietshaus in geschlossener Bebauung | Löbauer Straße 24 (Karte) | Um 1895 | Klinkerfassade, baugeschichtlich und städtebaulich von Bedeutung | 09280712 |
|                                         | Mietshaus in geschlossener Bebauung | Löbauer Straße 25 (Karte) | Um 1895 | Baugeschichtlich und städtebaulich von Bedeutung | 09280711 |
|                                         | Mietshaus in geschlossener Bebauung | Löbauer Straße 26 (Karte) | Um 1895 | Baugeschichtlich und städtebaulich von Bedeutung | 09280710 |
|                                         | Mietshaus in geschlossener Bebauung | Löbauer Straße 27 (Karte) | Um 1895 | Baugeschichtlich und städtebaulich von Bedeutung | 09280709 |
|                                         | Mietshaus mit Laden in geschlossener Bebauung, Eckhaus zur Landeskronstraße | Löbauer Straße 28 (Karte) | Um 1895 | Baugeschichtlich und straßenbildprägend von Bedeutung | 09282045 |
|                                         | Mietshaus in geschlossener Bebauung | Löbauer Straße 29 (Karte) | Um 1895 | Baugeschichtlich und städtebaulich von Bedeutung | 09282044 |
|                                         | Mietshaus in geschlossener Bebauung, mit Laden | Löbauer Straße 30 (Karte) | Um 1895 | Baugeschichtlich und städtebaulich von Bedeutung, Laden mit originaler Front | 09282043 |
|                                         | Mietshaus in geschlossener Bebauung | Löbauer Straße 31 (Karte) | Um 1895 | Baugeschichtlich und städtebaulich von Bedeutung | 09282042 |
|                                         | Mietshaus in geschlossener Bebauung | Löbauer Straße 32 (Karte) | Um 1895 | Baugeschichtlich und städtebaulich von Bedeutung | 09280407 |
|                                         | Mietshaus in geschlossener Bebauung | Löbauer Straße 33 (Karte) | Um 1895 | Baugeschichtlich und städtebaulich von Bedeutung | 09280406 |
|                                         | Mietshaus in geschlossener Bebauung | Löbauer Straße 34 (Karte) | Um 1895 | Baugeschichtlich und städtebaulich von Bedeutung | 09280405 |
|                                         | Mietshaus in geschlossener Bebauung | Löbauer Straße 35 (Karte) | 1895 | Baugeschichtlich und städtebaulich von Bedeutung | 09280404 |
|                                         | Mietshaus in geschlossener Bebauung | Löbauer Straße 36 (Karte) | 1897 | Baugeschichtlich und städtebaulich von Bedeutung | 09280403 |
|                                         | Mietshaus in geschlossener Bebauung | Löbauer Straße 37 (Karte) | Um 1895 | Baugeschichtlich und städtebaulich von Bedeutung | 09280402 |
|                                         | Mietshaus in geschlossener Bebauung | Löbauer Straße 38 (Karte) | Um 1895 | Baugeschichtlich und städtebaulich von Bedeutung | 09280401 |
|                                         | Mietshaus in geschlossener Bebauung | Löbauer Straße 39 (Karte) | Um 1895 | Baugeschichtlich und städtebaulich von Bedeutung | 09280400 |
|                                         | Mietshaus in geschlossener Bebauung | Löbauer Straße 40 (Karte) | Um 1895 | Baugeschichtlich und städtebaulich von Bedeutung | 09280399 |
|                                         | Mietshaus in geschlossener Bebauung | Löbauer Straße 41 (Karte) | 1896 | Baugeschichtlich und städtebaulich von Bedeutung | 09280398 |
|                                         | Mietshaus in geschlossener Bebauung | Löbauer Straße 42 (Karte) | Um 1895 | Bauherr Ofenbaumeister Otto Böhme, baugeschichtlich und städtebaulich von Bedeutung | 09280397 |
|                                         | Wohnhaus in geschlossener Bebauung, mit Einfriedung und Vorgarten | Louis-Braille-Straße 2 (Karte) | 1896/97 | Aufwendiges neubarockes Gebäude, Bauherr Wilhelm Prinke, Stadtrat und Lotterieeinnehmer, baugeschichtlich und baukünstlerisch von Bedeutung. Eingangsbereich Stuck, Bogenfelder mit Engelsköpfen. Treppengeländer Schmiedeeisen. Fußbodenkacheln. Über Eingang farbige Bleiglasfenster. Lichthof weiße Verblendziegel. | 09281010 |
|                                         | Wohnhaus in geschlossener Bebauung mit Einfriedung und Vorgarten | Louis-Braille-Straße 3 (Karte) | 1897/98 | Bauherr Wilhelm Lippmann, Bauunternehmer, aufwändige Fassade, baugeschichtlich und städtebaulich von Bedeutung. Erker über Erdgeschoss und erstem Obergeschoss, zweites Obergeschoss Balkon. Eingangsbereich Stuckfelder, Profile an der Decke. Geätztes Glas in der Windfangtür, teilweise in den Treppenhausfenstern und Wohnungstüren. Ornamentale Fußbodenkacheln. Hofseitig Veranden. | 09281009 |
|                                         | Wohnhaus in geschlossener Bebauung mit Vorgarten | Louis-Braille-Straße 4 (Karte) | 1897/98 | Bauherren Fuchs & Lippmann, Bauunternehmer, baugeschichtlich und städtebaulich von Bedeutung. Eingangsbereich Wand- und Deckenmalerei. Stuck in der Kehle. Fußbodenkacheln. Treppenhaus Wandmalerei. Fenster teils geätzt, teils bemalt. Wohnungstüren geätzt. | 09281008 |
|                                         | Wohnhaus in geschlossener Bebauung, mit alten Torpfosten der Einfriedung und Vorgarten | Louis-Braille-Straße 5 (Karte) | 1898 | Bauherr der damaligen Schmidtstraße 5 war der Bauunternehmer Gustav Fuchs, baugeschichtlich und städtebaulich von Bedeutung. Erker Erdgeschoss, 1. u. 2. Obergeschoss und über Traufe, im Erdgeschoss hier farbige Bleiglasfenster. Eingangsbereich schöne Wandfliesen mit Ornament, Stuck in der Kehle. Treppenhausfenster, Wohnungs- und Windfangtüren schön (teilweise blau) geätzte Scheiben. Fußbodenkacheln. | 09281007 |
| Direkt Bild zu diesem Denkmal hochladen | Wohnhaus in geschlossener Bebauung und Hofgebäude, Eckhaus mit originalen Ladenfronten | Luisenstraße 1 (Hauptanschrift: Demianiplatz 34, 35) (Karte) | 1881 (Mietshaus); 1900 (Nebengebäude) | Bauherr Fleischermeister Moritz Fehler, baugeschichtlich und platzprägend von Bedeutung. Neorenaissancefassade (u. a. Karyatiden, Reliefs, Markenschlußsteine). Erdgeschoss kaum verändert. Hofgebäude, Klinker 1900 oder 1906. | 09281790 |
| Weitere Bilder                          | Mietshaus in geschlossener Bebauung | Luisenstraße 1a (Karte) | Um 1870 | Reiche Neorenaissancefassade, baugeschichtlich und städtebaulich von Bedeutung | 09281791 |
| Weitere Bilder                          | Mietshaus in geschlossener Bebauung | Luisenstraße 2 (Karte) | Um 1870 | Baugeschichtlich und städtebaulich von Bedeutung. Weniger reich verziert als Nummer 1a. Eventuell eingemauertes Geschäft im Erdgeschoss. | 09281792 |
|                                         | Wohnhaus in geschlossener Bebauung, mit Laden | Luisenstraße 3 (Karte) | Um 1870 | Baugeschichtlich und städtebaulich von Bedeutung. Schlichte Neorenaissancefassade. | 09281793 |
|                                         | Mietshaus in geschlossener Bebauung | Luisenstraße 4 (Karte) | Um 1870 | Reiche Neorenaissancefassade, baugeschichtlich und städtebaulich von Bedeutung, beachtliche Hoftür | 09281794 |
| Weitere Bilder                          | Mietshaus in geschlossener Bebauung | Luisenstraße 5 (Karte) | Um 1870 | Aufwändige Historismusfassade, baugeschichtlich und städtebaulich von Bedeutung. Reiche Neorenaissancefassade. | 09281795 |
|                                         | Mietshaus in geschlossener Bebauung | Luisenstraße 6 (Karte) | Um 1870 | Baugeschichtlich und städtebaulich von Bedeutung. Weniger reich verziert als Nummer 5. | 09281796 |
| Weitere Bilder                          | Wohnhaus in geschlossener Bebauung, mit Laden | Luisenstraße 7 (Karte) | Um 1870 | Ausgewogene Neorenaissancefassade, baugeschichtlich und städtebaulich von Bedeutung. Erdgeschoss erhalten. Hofdurchgang und Portal. | 09281797 |
| Weitere Bilder                          | Mietshaus mit Laden in geschlossener Bebauung, mit Hinterhaus und Nebengebäude | Luisenstraße 8 (Karte) | 1870er Jahre | Neorenaissancefassade, baugeschichtlich und städtebaulich von Bedeutung. Erdgeschoss verändert. Ansonsten Neorenaissancefassade. Letztes Hinterhaus dieser Straße: Art-déco-Fabrikgebäude, mit linkem Nebengebäude. Das Volkshaus (Dr.-Friedrichs-Straße 4/6) war wohl dieser Adresse Luisenstraße 8 zugeordnet. | 09281798 |
| Weitere Bilder                          | Mietshaus in geschlossener Bebauung | Luisenstraße 9 (Karte) | Um 1870 | Ausgewogene Neorenaissancefassade, baugeschichtlich und städtebaulich von Bedeutung. Neorenaissancefassade. Erdgeschoss erhalten. | 09281799 |
|                                         | Wohnhaus in geschlossener Bebauung, mit Laden | Luisenstraße 10 (Karte) | Um 1870 | Ausgewogene Neorenaissancefassade, baugeschichtlich und städtebaulich von Bedeutung | 09281800 |
|                                         | Mietshaus in geschlossener Bebauung | Luisenstraße 11 (Karte) | Um 1870 | Städtebaulich von Bedeutung. Fassade überformt. Wohnungstüren erhaltenswert und Fenster zum Innenhof. | 09281801 |
|                                         | Mietshaus mit Laden in geschlossener Bebauung, Eckhaus | Luisenstraße 12 (Hauptanschrift: Dr.-Friedrichs-Straße 14) (Karte) | Um 1870 | Baugeschichtlich und städtebaulich von Bedeutung. Erdgeschoss großenteils verändert. Originaler Rest im Eckladen. | 09281802 |
|                                         | Mietshaus in geschlossener Bebauung | Luisenstraße 14 (Karte) | 1875–1885 | Baugeschichtlich und städtebaulich von Bedeutung | 09280330 |
|                                         | Mietshaus in geschlossener Bebauung | Luisenstraße 15 (Karte) | Um 1880 | Baugeschichtlich und städtebaulich von Bedeutung | 09280329 |
|                                         | Mietshaus in geschlossener Bebauung | Luisenstraße 16 (Karte) | 1880/81 | Baugeschichtlich und städtebaulich von Bedeutung | 09280328 |
|                                         | Mietshaus in geschlossener Bebauung mit Nebengebäude | Luisenstraße 17 (Karte) | Nach 1875 | Baugeschichtlich und städtebaulich von Bedeutung | 09280327 |
|                                         | Mietshaus in geschlossener Bebauung | Luisenstraße 18 (Karte) | Nach 1875 | Baugeschichtlich und städtebaulich von Bedeutung | 09280326 |
|                                         | Mietshaus in geschlossener Bebauung, mit Hofflügel | Luisenstraße 19 (Karte) | Nach 1875 | Ausgewogene Neorenaissancefassade, baugeschichtlich und städtebaulich von Bedeutung | 09280324 |
|                                         | Mietshaus in geschlossener Bebauung | Luisenstraße 20 (Karte) | Nach 1875 | Ausgewogene Neorenaissancefassade, baugeschichtlich und städtebaulich von Bedeutung | 09280323 |
|                                         | Mietshaus mit Läden in geschlossener Bebauung, Eckhaus | Luisenstraße 21 (Demianiplatz 38) (Karte) | 1841 (Teil am Demianiplatz); 1868 (Teil an der Luisenstraße) | Eine Fassade mit Demianiplatz 38, baugeschichtlich und straßenbildprägend von Bedeutung. Abgeschrägte Ecke. Läden mit originaler Front. | 09280322 |
| Weitere Bilder                          | Lutherkirche mit Parkanlage, Lutherdenkmal, Treppenanlage, allen Podesten und Stützmauern | Lutherplatz, Ecke Jochmannstraße (Karte) | 1898–1901 (Kirche); 1904 (Weihe des Lutherdenkmals) | Kirche als Klinkerbau des Dresdner Architekten Arno Fritsche, baugeschichtlich und ortsgeschichtlich von Bedeutung. Zentralbau mit Bezug auf die Kaiserdome am Rhein. In dominierender, etwas erhöhter Stellung auf dem als Grünanlage gestalteten Lutherplatz. Neuromanischer Zentralbau aus Backstein vom Architekt Fritsche aus Elberfeld, 1898–1901. Restaurierung 1976–81. Der in Kreuzform angelegte Bau mit hohem, von Treppentürmen in den Kreuzwinkeln begleitetem Mittelturm, im Innern mit achteckiger Zentralkuppel und Emporen in den Kreuzarmen. Die Ausstattung aus der Erbauungszeit weitgehend erhalten: Altar aus Terrakotta, in seinem Zentrum Kalksteinrelief mit Darstellung des Abendmahls, darüber Kruzifix. An der Ostwand zusätzlich vier überlebensgroße Kalksteinskulpturen der Evangelisten von Haverkamp aus Berlin, darüber drei Rundfenster als Symbol der Hl. Dreifaltigkeit. Taufstein und Kanzel aus Terrakotta, der Schalldeckel aus Holz. An den Vierungspfeilern historistische Wandmalereien von Oskar Popp aus Dresden, an der Westseite datiert 1906. Große runde Buntglasfenster im nördlichen und südlichen Kreuzarm. – Vor dem Hauptportal bronzenes Lutherdenkmal, 1904 nach Ernst Rietschels Wormser Vorbild hier aufgestellt, nach Kriegsverlust Neuguss, Wiederaufstellung 1983. Zentralbau über kreuzförmigem Grundriss. Klinkerbau. Dresdner Architekt Fritsche (Planung und Ausführung). Zuständiges Pfarramt: Jochmannstraße 4. Lutherdenkmal ist neu gegossene Kopie von einem Luther von Rietschel. Kirche und Teile der Parkanlage thronen auf dem sogenannten Drachenfelsen. | 09280459 |
|                                         | Lutherplatz; Stadtplatz mit vierreihiger Allee | Lutherplatz (Karte) | Erste Anlage 1878, Überformung 1920er Jahre (Stadtplatz) | Als Ersatzpflanzung der vorherigen und bei Erhalt von Zeugnisbäumen sowie Neuanlage der Vegetations- und Wegeflächen unter Berücksichtigung der zuvor vorhandenen Gliederung, Instandsetzung des Platzes 2007–2008, städtebaulich von Bedeutung. 1952 soll der kleine Kiosk Ecke Krölstraße umgebaut werden, vielleicht soll er auch neu gebaut werden. Beschreibung des Gartendenkmals (Ragnhild Kober, 11. September 2008): - Geschichte: 1885 Industrie und Gewerbeausstellung in Görlitz zwischen Landeskronstraße und Krölstraße unter Einbeziehung einer bereits zuvor gepflanzten Baumallee, 1889 Fertigstellung des damals sogenannten „Dresdener Platzes“ mit vierreihiger Baumallee und Platzfläche mit wassergebundener Wegedecke, 1901 nach der Errichtung der Lutherkirche auf dem benachbarten Drachenfelsen Umbenennung in „Lutherplatz“, in den 1920er-Jahren Hinzufügung von Vegetationsflächen - Gehölze: vierreihige Baumallee mit je zwei äußeren enger stehenden Baumreihen (sieben Bergahorne und Spitzahorn sind vom Altbaumbestand erhalten, Neupflanzung von ca. 90 Lederhülsenbäumen 2007–2008) - Bemerkung: 2007–2008 Instandsetzung des Platzes mit Neupflanzung der Baumallee bei Erhalt von sieben Zeugnisbäumen, Neuanlage von Vegetationsflächen unter Berücksichtigung der Gliederung durch Rasenspiegel und Hecken, Wegebau mit wassergebundener Decke und Wegeentwässerung sowie Neuanlage von Spielflächen als Ersatz von bereits zuvor vorhandener Quellen | 09281467 |
|                                         | Mietshaus in geschlossener Bebauung | Lutherplatz 1 (Karte) | 1888 | Historismusfassade, baugeschichtlich und straßenbildprägend von Bedeutung. Eine Fassade mit Haus Nummer 2. | 09280523 |
|                                         | Mietshaus in geschlossener Bebauung | Lutherplatz 2 (Karte) | 1888 | Historismusfassade, baugeschichtlich und straßenbildprägend von Bedeutung. Eine Fassade mit Haus Nummer 1. | 09280524 |
|                                         | Mietshaus in geschlossener Bebauung | Lutherplatz 4 (Karte) | Vor 1890 | Baugeschichtlich und städtebaulich von Bedeutung | 09280525 |
|                                         | Mietshaus in geschlossener Bebauung | Lutherplatz 5 (Karte) | Vor 1890 | Baugeschichtlich und städtebaulich von Bedeutung | 09280526 |
|                                         | Mietshaus in geschlossener Bebauung | Lutherplatz 6 (Karte) | Vor 1890 | Fassade in Neorenaissance, baugeschichtlich und städtebaulich von Bedeutung | 09280527 |
|                                         | Wohnhaus in geschlossener Bebauung | Lutherplatz 7 (Karte) | 1887 | Historismusfassade, baugeschichtlich und städtebaulich von Bedeutung | 09280528 |
| Weitere Bilder                          | Mietshaus in geschlossener Bebauung | Lutherplatz 8 (Karte) | Vor 1890 | Historismusfassade, baugeschichtlich und städtebaulich von Bedeutung. Herrschaftliches Mietshaus, originale Hausausstattung, im Eingangsbereich Stuckdekor mit Profilrahmen, Masken, Friesen, Blendbrüstung u. a. Wohnung Erdgeschoss rechts mit Stuckdekor. | 09280529 |
| Weitere Bilder                          | Mietshaus in geschlossener Bebauung | Lutherplatz 9 (Karte) | Vor 1890 | Historismusfassade, baugeschichtlich und städtebaulich von Bedeutung | 09280530 |
|                                         | Mietshaus in geschlossener Bebauung | Lutherplatz 10 (Karte) | Vor 1890 | Historismusfassade, baugeschichtlich und städtebaulich von Bedeutung | 09280531 |
|                                         | Mietshaus in geschlossener Bebauung | Lutherplatz 11 (Karte) | Vor 1890 | Historismusfassade, baugeschichtlich und städtebaulich von Bedeutung | 09280532 |
|                                         | Mietshaus mit Laden in geschlossener Bebauung, Eckhaus | Lutherplatz 12 (Landeskronstraße 2) (Karte) | Um 1890 | Baugeschichtlich und straßenbildprägend von Bedeutung | 09280533 |
| Direkt Bild zu diesem Denkmal hochladen | Siechenhaus für das Hospital Krölstraße 46, mit Garten | Lutherplatz 16 (Jochmannstraße 12) (Karte) | 1872 | Zyklopisch versetztes Bruchsteinmauerwerk, baugeschichtlich, ortsgeschichtlich und sozialgeschichtlich von Bedeutung. Bis März 09 unter Jochmannstraße 12 in der Denkmalliste, laut ALK-Daten Adresse Lutherplatz 16. | 09289048 |
|                                         | Deutsche Bank; Wohn- und Geschäftshaus in geschlossener Bebauung und Ecklage | Marienplatz 1 (Hauptanschrift: Elisabethstraße 43) (Karte) | Um 1870 | Baugeschichtlich und platzbildprägend von Bedeutung. Kern des Baus um 1870, Fassade 1920er Jahre. Aufnahme sämtlicher Motive der Fassadengestaltung aus 1870er Jahren (Pilaster, oben Mezzanin, Eckbalkons mit Karyatiden). Medaillons mit vielen symbolischen Darstellungen, den Handel betreffend. Läden mit originaler Front. | 09280903 |
| Direkt Bild zu diesem Denkmal hochladen | Wohn- und Geschäftshaus in geschlossener Bebauung | Marienplatz 2 (Karte) | 1860er Jahre | Baugeschichtlich und städtebaulich von Bedeutung. Erdgeschoss roter Porphyr, Fassade geglättet. Zweites Obergeschoss rundbogige Fenster. | 09285610 |
| Weitere Bilder                          | Wohn- und Geschäftshaus in geschlossener Bebauung, Eckhaus | Marienplatz 3 (Hauptanschrift: Struvestraße 1) (Karte) | 1900–1902 | Bauherren Finster und Hoffmann, baugeschichtlich, städtebaulich und straßenbildprägend von Bedeutung. Eckturm mit symbolischen Kartuschen. Erdgeschoss mehrere Läden mit originaler Front. | 09280904 |
|                                         | Mietshaus in geschlossener Bebauung, Eckhaus zum Otto-Buchwitz-Platz | Mittelstraße 1 (Karte) | Um 1870 | Städtebaulich von Bedeutung, Pilastergliederung | 09289060 |
|                                         | Wohnhaus in geschlossener Bebauung | Mittelstraße 2 (Karte) | Mitte 19. Jahrhundert | Städtebaulich von Bedeutung. Fassade in den 1920er-Jahren verändert. | 09280492 |
|                                         | Mietshaus in geschlossener Bebauung | Mittelstraße 3 (Karte) | 1860er Jahre | Städtebaulich von Bedeutung, Fassade geglättet, originale Haustür | 09289061 |
|                                         | Wohnhaus in geschlossener Bebauung | Mittelstraße 4 (Karte) | Um 1850 | Städtebaulich von Bedeutung. Fassade geglättet, Obergeschosse originale Fenster, originale Haustür. Mit hölzerner Pumpe. | 09285635 |
|                                         | Wohnhaus in geschlossener Bebauung | Mittelstraße 6 (Karte) | Um 1880 | Städtebaulich von Bedeutung. Originale Haustür, Putzdekor, Gesimse. | 09285634 |
|                                         | Wohnhaus in geschlossener Bebauung | Mittelstraße 8 (Karte) | Nach 1800 | Baugeschichtlich und städtebaulich von Bedeutung, Fassade geglättet | 09285633 |
|                                         | Mietshaus in geschlossener Bebauung | Mittelstraße 10 (Karte) | Mitte 19. Jahrhundert | Baugeschichtlich und städtebaulich von Bedeutung | 09280334 |
|                                         | Wohnhaus in geschlossener Bebauung | Mittelstraße 11 (Karte) | 1860er Jahre | Baugeschichtlich und städtebaulich von Bedeutung. Fensterbedachungen, verschiedene Gesimse, originale Haustür, zwei Dachhäuschen. Verteilungsstelle des Neuen Consum-Vereins seit 1887. | 09285585 |
|                                         | Mietshaus in geschlossener Bebauung | Mittelstraße 12 (Karte) | Um 1880 | Baugeschichtlich und städtebaulich von Bedeutung | 09280335 |
|                                         | Mietshaus in geschlossener Bebauung | Mittelstraße 14 (Karte) | Um 1880 | Baugeschichtlich und städtebaulich von Bedeutung | 09280336 |
|                                         | Mietshaus in geschlossener Bebauung | Mittelstraße 15 (Karte) | 1882 erbaut | Baugeschichtlich und städtebaulich von Bedeutung | 09280496 |
|                                         | Mietshaus in geschlossener Bebauung | Mittelstraße 16 (Karte) | Um 1880 | Baugeschichtlich und städtebaulich von Bedeutung | 09280337 |
| Direkt Bild zu diesem Denkmal hochladen | Mietshaus in geschlossener Bebauung | Mittelstraße 17 (Karte) | Um 1880 | Baugeschichtlich und städtebaulich von Bedeutung. Originale Hausausstattung, u. a. mit Dekorationsmalerei. | 09280495 |
|                                         | Wohnhaus mit Vorgarten | Mühlweg 1 (Karte) | Um 1870 | Ein Haus mit Schützenstraße 12, baugeschichtlich und städtebaulich von Bedeutung. Fassade etwas geglättet. Innen Reste der alten Ausstattung. | 09280979 |
| Direkt Bild zu diesem Denkmal hochladen | Wohnhaus mit Vorgarten | Mühlweg 1 (Hauptanschrift: Schützenstraße 12) (Karte) | Um 1870 | Ein Haus mit Mühlweg 1, baugeschichtlich und städtebaulich von Bedeutung, Eingangsvorbau | 09280982 |
|                                         | Villa mit Garten | Mühlweg 1a (Karte) | Um 1890 | Baugeschichtlich von Bedeutung. Eingangsbereich farbige Bleiglasfenster, Stuck. | 09280986 |
|                                         | Villa mit Garten und Einfriedung | Mühlweg 2 (Karte) | 1880er Jahre | Baugeschichtlich von Bedeutung. Volutengiebel, schöne Reliefornamentik, Frauenskulptur in Nische am ersten Obergeschoss. Innen verändert. Einfriedung Sockel und Pfeiler aus regelmäßigen Granitsteinen. | 09280987 |
|                                         | Wohnhaus mit Garten | Mühlweg 3 (Karte) | Um 1880 | Umbau 1918 für Dr. A. Haupt, baugeschichtlich von Bedeutung. Mittelrisalit mit Kolossalpilastern gegliedert, Rückseite farbige Bleiglasfenster. | 09280988 |
| Weitere Bilder                          | Villa mit Kutscherhaus mit Remise, Garten und gesamte Garteneinfriedung | Mühlweg 6 (Karte) | Um 1890 | Bauten aus Klinker, baugeschichtlich und straßenbildprägend von Bedeutung. Grundstück von drei Straßen umgeben, Einfriedung mit Mauer in der spitzen Ecke sowie Klinkermauer. Haus im Grundriss verwinkelt. In den Zimmern Stuckdecken. | 09281012 |
|                                         | Mietshaus in geschlossener Bebauung mit Vorgarten | Mühlweg 9 (Karte) | Um 1890 | Klinkerfassade, baugeschichtlich und städtebaulich von Bedeutung. Klinkerbau. Balkons erstes und zweites Obergeschoss verändert, Treppenhaus geätzte Fenster. | 09281018 |
|                                         | Mietshaus in geschlossener Bebauung, mit Vorgarten | Mühlweg 10 (Karte) | Um 1890 | Klinkerfassade, baugeschichtlich und städtebaulich von Bedeutung. Klinkerbau. Windfangtür und Reste der Treppenhausfenster geätzt. Rechts veränderte Erker. | 09281017 |
|                                         | Mietshaus, nach links in geschlossener Bebauung, mit Vorgarten | Mühlweg 11 (Karte) | Um 1890 | Klinker, baugeschichtlich und städtebaulich von Bedeutung. Mitte Balkons bzw. Veranden. Eingangsbereich hüfthohe Stuckverblendung mit Rankenfries. Im Treppenhaus Halbsäulen, schmiedeeisernes Treppengeländer, geätzte Windfangtür und ebensolche Treppenhausfenster. | 09281016 |
|                                         | Wohnhaus, nach rechts in geschlossener Bebauung, mit Einfriedung und Vorgarten | Mühlweg 11a (Karte) | 1888 | Historisierende Architektur, baugeschichtlich und straßenbildprägend von Bedeutung. Klinkerbau. Vorbau Erdgeschoss, Balkon und Erker erstes Obergeschoss. Treppenhaus oben Stuckdecke, geätzte Fenster. | 09281015 |
|                                         | Wohnhaus in geschlossener Bebauung mit Vorgarten und Einfriedung | Mühlweg 12 (Karte) | 1870er Jahre | Neorenaissancefassade, baugeschichtlich und straßenbildprägend von Bedeutung. Säulenvorbau, Balkon im ersten Obergeschoss, beides mit gusseisernen Gittern. Innen Stuck in Kehle und Mittelmedaillon. | 09281014 |
| Weitere Bilder                          | Wohnhaus in nach links geschlossener Bebauung mit Vorgarten und Einfriedung | Mühlweg 13 (Karte) | 1870er Jahre | Neorenaissancefassade, baugeschichtlich und straßenbildprägend von Bedeutung. Schönes gusseisernes Treppengeländer. | 09281013 |
| Direkt Bild zu diesem Denkmal hochladen | Wohnhaus, nach rechts mit Nr. 15a in geschlossener Bebauung, mit Vorgarten | Mühlweg 15 (Karte) | 4. Viertel 19. Jahrhundert | Baugeschichtlich und städtebaulich von Bedeutung, Eckturm, hier farbige Bleiglasfenster | 09280996 |
|                                         | Wohnhaus, nach links mit Nr. 15 in geschlossener Bebauung, mit Hofflügel und Vorgarten | Mühlweg 15a (Karte) | Bezeichnet mit 1897 | Reiche neobarocke Fassade, baugeschichtlich und städtebaulich von Bedeutung. Freitreppe mit schmiedeeisernem Treppengeländer. Farbige Fußbodenkacheln im Eingangsbereich. Hofflügel mit Treppenturm und verglasten Veranden. | 09280994 |
|                                         | Wohnhaus mit Vorgarten | Mühlweg 16 (Karte) | Um 1900 | Reicher Fassadenschmuck mit neobarocken Stilelementen, baugeschichtlich und straßenbildprägend von Bedeutung. Mit Vorbau, abgerundete Ecke, erstes Obergeschoss Balkon. | 09280993 |
|                                         | Wohnhaus mit Hofflügel, Vorgarten und Brunnenring sowie zwei Hofgebäude vom Turm südwärts | Mühlweg 17 (Karte) | 1858/59 (Wohnhaus); 1899 (Nebengebäude) | Bauherr des alten Wohnhauses Baumeister Fischer, Umbau zur Villa Martha Fünfstück, Wohnhaus links an Mühlweg 16 angebaut, baugeschichtlich von Bedeutung. Mit Vorbau, Türmchen und Zwerchgiebel, schönes schmiedeeisernes Treppengeländer. Hintergebäude an der östlichen Grundstücksgrenze mit nördlichem Turm und das im Winkel damit verbundene südliche Hintergebäude. | 09280992 |
| Weitere Bilder                          | Gesellschaftshaus für die Oberlausitz; Handelskammer für die preußische Oberlausitz; Unterrichtsgebäude der Handels-Lehranstalt zu Görlitz Handelskammergebäude mit Vorgarten und Einfriedung sowie Schule (Nr. 18a) als Hofgebäude | Mühlweg 18, 18a (Karte) | Um 1904 (Handelskammerhaus); nach 1904 (Schule) | Vorderhaus historistisch mit mehreren Flügeln und Sälen für Geselligkeiten, baugeschichtlich, ortsgeschichtlich und straßenbildprägend von Bedeutung. Auf dem Grundstück vorher das Haus der Casino-Gesellschaft in Görlitz, Bau von 1838, Handelskammer ab ca. 1904. Mittelrisalit mit Säulenvorbau, schöne schmiedeeiserne Gitter, auf der Gartenseite Säle. | 09280991 |
|                                         | Wohnhaus in vom Typ geschlossener Bebauung mit Vorgarten | Mühlweg 19 (Karte) | 1838 | War ehemals zusammen mit der Nummer 18 Haus der Casino-Gesellschaft in Görlitz, letzteres später durch Neubau ersetzt, baugeschichtlich und städtebaulich von Bedeutung | 09280990 |
|                                         | Villa mit Einfriedung und Vorgarten | Mühlweg 19a (Karte) | 1870er Jahre | Baugeschichtlich von Bedeutung. Gräzisierende Ornamentik, Eingangsbereich Stuck, Marmortreppe. Gartenseitig Anbau. Erstes Obergeschoss Balkon. Fenster im Obergeschoss verändert, Gaupe beseitigt. Der kleine Lichtschacht mit Bleiverglasung wurde zugemacht. | 09280989 |
|                                         | Wohnhaus mit Vorgarten | Mühlweg 21 (Karte) | Um 1880 | Baugeschichtlich von Bedeutung, Mittelrisalit, Balkon im ersten Obergeschoss mit Gitter | 09281153 |
|                                         | Wohnhaus, nach rechts in geschlossener Bebauung mit südöstlich vom Haus gelegenen Remisen und Garten | Mühlweg 22 (Karte) | Um 1880 | Baugeschichtlich und städtebaulich von Bedeutung. - Wohnhaus: Pilaster im Eingangsbereich, gusseiserne Treppengeländer, - Vorgarten: Holzlattenzaun mit Granitpfosten als Einfriedung, Bepflanzung neu - Hof: gepflasterter Hof südöstlich des Hauses, Mosaikpflaster aus Granit, durch Stauden- und Rosenbeete eingefasst, in der Ostecke Walnussbaum (Juglans regia), - rückwärtiger Garten: regelmäßiges Wegesystem, Weg entlang der Grundstücksgrenze sowie drei sternförmig von zentralem Rondell abgehende Wege mit wassergebundener Decke und Ziegelkanten, Weg direkt am Gebäude aus Sandsteinplatten und Wildpflaster, alter Obstbaumbestand, Hausbaum (Rosskastanie – Aesculus hippocastanum) neben den Balkonen, zwei Eiben (Taxus baccata), in der Mitte des Rondells Rosenbeet, Rondell mit Hortensien eingefasst, außerdem Farne und Pfingstrosen, in Hausnähe großer Rhododendron, Geophyten im gesamten Garten, Reste eines ehemaligen Gewächshauses in der südwestlichen Ecke des Grundstücks | 09281154 |
|                                         | Wohnhaus in nach links geschlossener Bebauung mit Vorgarten | Mühlweg 23 (Karte) | Um 1880 | Baugeschichtlich und städtebaulich von Bedeutung | 09281155 |
| Direkt Bild zu diesem Denkmal hochladen | Gestaltete Platzanlage mit Gehölzbestand, Wegesystem und Grünflächen | Otto-Buchwitz-Platz (Karte) | Nach 1857 (Stadtplatz); wohl 1970er Jahre (Grüngestaltung) | Von städtebaulicher und landschaftsgestaltender Bedeutung. Platz nach 1857 angelegt, nach 1933 als Horst-Wessel-Platz, nach 1945 als Otto-Buchwitz-Platz benannt. Grüngestaltung des Platzes wohl erst in den 1970er Jahren angelegt. Beschreibung des Gartendenkmals (Silke Epple, 10. September 2008): begrünter Platz mit zwei Baumreihen, Rasenfläche und ehemals zwei Querwegen (nur noch einer vorhanden) - Wege: ehemals zwei den Platz in Nordost-Südwest-Richtung querende Fußwege mit ursprünglich vermutlich wassergebundener Decke, zur Zeit asphaltiert, südlicher Weg nicht mehr vorhanden - Baumreihen: zwei Baumreihe aus jeweils vier Winter-Linden (Tilia cordata) an den Längsseiten des Platzes | 09280725 |
|                                         | Mietshaus mit Laden in geschlossener Bebauung, Eckhaus | Otto-Buchwitz-Platz 1 (Karte) | Um 1900 | Baugeschichtlich und straßenbildprägend von Bedeutung | 09280549 |
|                                         | Mietshaus in geschlossener Bebauung | Otto-Buchwitz-Platz 3 (Karte) | 1874 | Baugeschichtlich und städtebaulich von Bedeutung. Ursprünglich als Eckhaus mit linker Giebelfassade geplant, Giebelfassade nach Bau des links angrenzenden Eckhauses (heute Otto-Buchwitz-Platz 1) weggefallen, Eingangsbereich des Hauses mit Stuckdecke und Konsolfries aus der Entstehungszeit des Hauses, Schablonenmalerei um 1905 in Eingangsbereich und Treppenhaus, originale Ausstattung des Treppenhauses und originale Haustür. | 09280493 |
|                                         | Mietshaus in geschlossener Bebauung | Otto-Buchwitz-Platz 4 (Karte) | 1875–1885 | Baugeschichtlich und städtebaulich von Bedeutung | 09280331 |
|                                         | Mietshaus in geschlossener Bebauung und Hinterhaus | Otto-Buchwitz-Platz 5 (Karte) | 1875/1885 | Baugeschichtlich und städtebaulich von Bedeutung. Im Eingangsbereich Stuckdekor. Hintergebäude mit gewerblicher Nutzung. | 09280548 |
| Direkt Bild zu diesem Denkmal hochladen | Mietshaus in geschlossener Bebauung, mit Hintergebäude | Otto-Buchwitz-Platz 6 (Karte) | 1883 (Mietshaus); 1888 (mit Stallungen, Remise und Kutscherwohnung) | Fassade mit Lisenengestaltung, Inneres mit Treppenhaus und Türen original erhalten, Hintergebäude in Klinker für Stallungen und Kutscherwohnung, Teil der denkmalwerten Platzanlage des Otto-Buchwitz-Platzes, stadtbau- und baugeschichtliche Bedeutung | 09307479 |
|                                         | Mietshaus mit Laden in geschlossener Bebauung, Eckhaus | Otto-Buchwitz-Platz 7 (Karte) | Nach 1875 | Baugeschichtlich und straßenbildprägend von Bedeutung | 09280547 |
|                                         | Villa mit Garten und Einfriedung | Otto-Müller-Straße 1 (Karte) | 1864 (Villa); 1908 (Garteneinfriedung) | Spätklassizistischer Stil, ähnlich dem Theater, zeitweise Wohnort des Landrats, Kaufmann E.F. Jockisch kaufte das Haus 1907 von der Stadt Görlitz, diese möglicherweise auch Bauherr, baugeschichtlich und baukünstlerisch von Bedeutung. Altan im Erdgeschoss, Balkon im ersten Obergeschoss. Farbige Bleiglasfenster im Treppenhaus. Eingang mit schmiedeeisernem Geländer (Jugendstil). Eisernes Treppengeländer im Treppenhaus. Kaufmann E. F. Jockisch kaufte das Haus 1907 von der Stadt Görlitz, die möglicherweise auch Bauherr war. In den Bauakten selbst steht kein Bauherr, selbige ausgewertet. 1895 Anbau an die Villa, 1896 Einbau eines Eingangstores, 1908 Anlage eines Vorgartenzaunes mit schmiedeeisernem Gitter auf Granitsockel und Anlage einer Granittreppe. 1942 ist dort Landratsdienstwohnung. | 09281649 |
|                                         | Villa mit Garten und Einfriedung | Otto-Müller-Straße 2 (Karte) | 1907 | Erbaut im Reformstil der Zeit um 1907, Bauherr ist Theodor Wieruszowski, baugeschichtlich von Bedeutung | 09281648 |
| Weitere Bilder                          | Synagoge mit Garten und Einfriedung | Otto-Müller-Straße 3 (Karte) | Bezeichnet mit 1911 | Monumentalbau von Lossow und Kühne, Einfriedungswangen am Eingangsbereich, architekturgeschichtlich, baukünstlerisch und ortsgeschichtlich von Bedeutung. Bei Lossow und Kühne der Architekt Bitzan, Einfriedung flankiert den Eingang (Granit). | 09281647 |
|                                         | Villa, parkähnlicher Garten mit Baumbestand und Einfriedung | Otto-Müller-Straße 6 (Karte) | 1908/09 | Villa im Reformstil mit Reliefornamentik, baugeschichtlich und gartenkünstlerisch von Bedeutung | 09281646 |
| Weitere Bilder                          | Haus des Kreiskommunalverbandes des Landkreises Görlitz (Kreishaus); Verwaltungsbau mit Garten und Einfriedung | Otto-Müller-Straße 7 (Karte) | 1909/10 | Baugeschichtlich und ortsgeschichtlich von Bedeutung. Großer dreiflügliger Bau. | 09281645 |
|                                         | Wohnhaus in geschlossener Bebauung, Eckhaus, mit Vorgarten | Parkstraße 1 (Karte) | 1904 | Baugeschichtlich und städtebaulich von Bedeutung. Ecke wird in offenen, um die Ecke führenden Balkons aufgenommen. Treppenhaus Reste bunter Bleiglasfenster, Fußbodenkacheln. | 09281006 |
|                                         | Wohnhaus in geschlossener Bebauung mit Vorgarten | Parkstraße 2 (Karte) | Bezeichnet mit 1901 | Historismusfassade, baugeschichtlich und städtebaulich von Bedeutung. Zwei Erker über Erdgeschoss, erstem und zweitem Obergeschoss. Im Treppenhaus farbige Bleiglasfenster mit floralen Motiven. Holzvertäfelung im Treppenhaus. | 09280333 |
|                                         | Wohnhaus in geschlossener Bebauung mit Vorgarten | Parkstraße 3 (Karte) | Ende 19. Jahrhundert | Historismusfassade, baugeschichtlich und städtebaulich von Bedeutung. Mitte Erker Erdgeschoss, erstes und zweites Obergeschoss mit Turm. Links konvexe Balkons. Eingangsbereich schöne Fliesen mit Blumenmotiv, Stuck in der Kehle und ornamentale Deckenmalerei. Reste Wandmalerei. Treppenhaus Wandmalerei Rankenmotiv. Geätzte Windfangtür, Treppenhausfenster und Wohnungstüren (Blumenmotive). Eingangsbereich und im Treppenhaus Fußbodenkacheln. | 09281004 |
| Direkt Bild zu diesem Denkmal hochladen | Vier Mehrfamilienhäuser in geschlossener Bebauung, Nummer 7 nach rechts in offener Bebauung, zwischen Nummer 5 und 7 halbrunder Verbindungsbau (Einzeldenkmale zu ID-Nr. 09282997) | Parsevalstraße 1, 3, 5, 7 (Karte) | Um 1930 | Bestandteil der Wohnanlage Lilienthalstraße, Parsevalstraße und Zeppelinstraße, baugeschichtlich und sozialgeschichtlich von Bedeutung. Putzbauten. Sockel, Hauseingänge aus Klinker. Dreiteilige Fenster mit je drei Sprossen. Sozialer Wohnungsbau, wahrscheinlich kommunal. Verbindungsbau eingeschossig. | 09302699 |
| Direkt Bild zu diesem Denkmal hochladen | Fünf Mehrfamilienwohnhäuser in geschlossener Bebauung, Nummer 10 Eckhaus (Einzeldenkmale zu ID-Nr. 09282997) | Parsevalstraße 2, 4, 6, 8, 10 (Karte) | Um 1930 | Bestandteil der Wohnanlage Lilienthalstraße, Parsevalstraße und Zeppelinstraße, baugeschichtlich und sozialgeschichtlich von Bedeutung. Putzbauten. Sockel, Hauseingänge aus Klinker. Dreiteilige Fenster mit je drei Sprossen. Sozialer Wohnungsbau, wahrscheinlich kommunal. Bei Nummer 2, 4, 6, 8 über den Hauseingängen im ersten Obergeschoss Erker, im zweiten Obergeschoss Balkon. Nummer 10 Eckhaus, runde Ecke ausgebildet. | 09282994 |
| Direkt Bild zu diesem Denkmal hochladen | Sechs Mehrfamilienwohnhäuser in geschlossener Bebauung, Nummer 9 nach links in offener Bebauung (Einzeldenkmale zu ID-Nr. 09282997) | Parsevalstraße 9, 11, 13, 15, 17, 19 (Karte) | Um 1930 | Zwischen Nummer 9 und 11 ehemals halbrunder Verbindungsbau, Bestandteil der Wohnanlage Lilienthalstraße, Parsevalstraße und Zeppelinstraße, baugeschichtlich und sozialgeschichtlich von Bedeutung. Putzbauten. Sockel, Hauseingänge aus Klinker. Dreiteilige Fenster mit je drei Sprossen. Sozialer Wohnungsbau, wahrscheinlich kommunal. Zwischen Nummer 9 und 11 ehemals halbkreisförmiger Verbindungsbau, ist heute zur Unkenntlichkeit überbaut, war ehemals wie auf gegenüberliegender Seite der Grünanlage ausgebildet, mit einem Laden. Die Grünanlage ist als fester Bestandteil der Wohnanlage zu schützen. Nummer 21 und 23 Abbruch 2003 durch die GWG. | 09282996 |
| Direkt Bild zu diesem Denkmal hochladen | Sechs Mehrfamilienwohnhäuser in geschlossener Bebauung, Nummer 12 Eckhaus, Nummer 16 nach links in offener Bebauung, Nummer 20 nach rechts in offener Bebauung, dazwischen Torbogen (Einzeldenkmale zu ID-Nr. 09282997) | Parsevalstraße 12, 14, 16, 20, 22a, 22b (Karte) | Um 1930 | Bestandteil der Wohnanlage Lilienthalstraße, Parsevalstraße und Zeppelinstraße, baugeschichtlich und sozialgeschichtlich von Bedeutung. Putzbauten. Sockel, Hauseingänge aus Klinker. Dreiteilige Fenster mit je drei Sprossen. Sozialer Wohnungsbau, wahrscheinlich kommunal. | 09282995 |
|                                         | Mietshaus mit Läden, vom Typ in geschlossener Bebauung, Eckhaus | Pontestraße 1 (Grüner Graben 16) (Karte) | Um 1895 | Läden mit zum Teil originaler Front, baugeschichtlich und städtebaulich von Bedeutung | 09281624 |
|                                         | Mietshaus in geschlossener Bebauung | Pontestraße 7 (Karte) | Um 1895 | Baugeschichtlich und städtebaulich von Bedeutung | 09281625 |
|                                         | Mietshaus in geschlossener Bebauung | Pontestraße 9 (Karte) | Um 1895 | Baugeschichtlich und städtebaulich von Bedeutung Hofseitig Balkons. | 09281626 |
|                                         | Mietshaus in geschlossener Bebauung, mit Laden mit originaler Front | Pontestraße 11 (Karte) | Um 1890 | Baugeschichtlich und städtebaulich von Bedeutung | 09281627 |
|                                         | Mietshaus in geschlossener Bebauung | Pontestraße 13 (Karte) | Um 1895 | Baugeschichtlich und städtebaulich von Bedeutung. Erdgeschoss teilweise verändert. | 09281628 |
|                                         | Mietshaus in geschlossener Bebauung | Pontestraße 15 (Karte) | Um 1895 | Baugeschichtlich und städtebaulich von Bedeutung | 09281629 |
|                                         | Mietshaus in geschlossener Bebauung | Pontestraße 17 (Karte) | Um 1895 | Baugeschichtlich und städtebaulich von Bedeutung | 09281630 |
|                                         | Mietshaus in geschlossener Bebauung | Pontestraße 19 (Karte) | Um 1895 | Baugeschichtlich und städtebaulich von Bedeutung | 09281631 |
|                                         | Mietshaus in geschlossener Bebauung | Pontestraße 21 (Karte) | Um 1895 | Baugeschichtlich und städtebaulich von Bedeutung | 09281632 |
|                                         | Mietshaus in geschlossener Bebauung | Pontestraße 23 (Karte) | Um 1895 | Baugeschichtlich und städtebaulich von Bedeutung | 09281634 |
|                                         | Mietshaus in geschlossener Bebauung | Pontestraße 24 (Karte) | Um 1895 | Klinkerbau, baugeschichtlich und städtebaulich von Bedeutung | 09281633 |
| Weitere Bilder                          | Fabrik mit Nebengebäude | Pontestraße 26 (Karte) | Nach 1850 | Basilikal, Färberei oder Kohlenhandlung, baugeschichtlich und technikgeschichtlich von Bedeutung | 09281637 |
|                                         | Mietshaus in geschlossener Bebauung | Pontestraße 27 (Karte) | Um 1895 | Baugeschichtlich und städtebaulich von Bedeutung | 09281636 |
| Weitere Bilder                          | Postplatz; Muschel-Minna Schmuckplatz mit Brunnen und Brunnenaufsatz sowie zwei Solitärbäumen | Postplatz (Karte) | Ab 1865 (Schmuckplatz); 1887 (Einweihung) | Schmuckplatz in Trapezform mit einem Rundweg und einer ovalen inneren Rasenfläche, Brunnen mit einem äußeren und einem inneren Brunnenbecken sowie einem Brunnenaufsatz mit Eckfiguren und einer Flora mit Muschel als Bronzefigur, diese 1990 neu in Bronze gegossen, künstlerisch, ortsgeschichtlich und städtebaulich von Bedeutung | 09280665 |
| Weitere Bilder                          | Hauptpost- und Telegrafenamt | Postplatz 1 (Karte) | 1855 | Im Stil der Neurenaissance, baugeschichtlich, ortsgeschichtlich und platzbildprägend von Bedeutung. Klinker mit Sandstein, Bau in deutscher Neurenaissance. Großer Backsteinbau des Liegnitzer Bauunternehmers Schwalen. Umbau des 1855 fertiggestellten alten Postamtes zum Post- und Telegrafenamt war 1889 vollendet. | 09280666 |
|                                         | Wohnhaus in geschlossener Bebauung mit Vorgarten | Postplatz 5 (Karte) | Um 1860 | Baugeschichtlich und städtebaulich von Bedeutung. Mittlerer Vorbau entstellend verändert. Mittelrisalit. Auf Plan von 1867 als Telegraphenstation eingezeichnet. | 09281167 |
|                                         | Wohnhaus in geschlossener Bebauung mit Vorgarten | Postplatz 6 (Karte) | Um 1860 | Baugeschichtlich und städtebaulich von Bedeutung. Mittelrisalit, davor offene Veranda mit Stufen zum Vorgarten. Balkon im ersten Obergeschoss verändert oder neu. | 09281166 |
|                                         | Drei Raben; Zum Kulmbacher; Mietshaus mit Restaurant in geschlossener Bebauung, Kopfbau mit Schützenstraße zum Postplatz | Postplatz 7 (Hauptanschrift: Konsulstraße 1) (Karte) | Um 1900 | Baugeschichtlich, städtebaulich und straßenbildprägend von Bedeutung. Erdgeschoss verändert. | 09281252 |
|                                         | Mietshaus in geschlossener Bebauung, mit Laden mit originaler Front, Eckhaus | Postplatz 8 (Konsulstraße 68) (Karte) | Um 1910 | Baugeschichtlich und städtebaulich von Bedeutung. Stuckmedaillons, Putzstreifen, neuklassizistische Pilastergliederung. | 09285617 |
|                                         | Hotel Prinz Friedrich Carl; Hotel Monopol in geschlossener Bebauung | Postplatz 9 (Karte) | 1868 | Heute Wohnhaus, Türme bei leichtem Umbau um 1910 ergänzt, baugeschichtlich und ortsgeschichtlich von Bedeutung. Seitenrisalite, zwei Seitengiebel, Putzstreifen, verschiedene Gesimse. Hölzerne Hofgalerie mit farbigem Bleiglas. Neuklassizistische Gliederung. Originale Innenarchitektur. | 09285618 |
|                                         | Mietshaus in geschlossener Bebauung, mit Läden | Postplatz 10 (Karte) | Um 1870 | Baugeschichtlich und städtebaulich von Bedeutung | 09281417 |
|                                         | Mietshaus mit Läden in geschlossener Bebauung, Eckhaus zur Jakobstraße | Postplatz 11 (Karte) | 1866 | Bauherr Wagenbauer Brückner, baugeschichtlich, städtebaulich und platzbildprägend von Bedeutung | 09281356 |
|                                         | Wohnhaus in geschlossener Bebauung, mit Läden | Postplatz 13 (Karte) | 1877 | Bauherr Wurstfabrikant Carl Altmann, baugeschichtlich und städtebaulich von Bedeutung. Erdgeschoss und erstes Obergeschoss wohl in den 1920er Jahren verändert. Im Treppenhaus Bleiglasfenster. | 09281391 |
|                                         | Wohn- und Geschäftshaus in geschlossener Bebauung | Postplatz 14, 15 (Karte) | Um 1881 | Einheitliche Fassade in Neorenaissance, baugeschichtlich und platzbildprägend von Bedeutung. Beide Gebäude bilden eine geschlossene Fassade. | 09281390 |
|                                         | Mietshaus in geschlossener Bebauung, mit Läden | Postplatz 16 (Karte) | 1870 | Baugeschichtlich und städtebaulich von Bedeutung. Erdgeschoss verändert. | 09281389 |
|                                         | Mietshaus mit Läden, Eckhaus | Postplatz 17 (Hauptanschrift: Berliner Straße 1) (Karte) | Um 1870 | Abgestumpfte Ecke, baugeschichtlich und straßenbildprägend von Bedeutung. Abgestumpfte Ecke, durch zwei Erkersäulen ab dem 1. Obergeschoss betont. Die Berliner Straße entstand aus der Salomons-Gasse und ihrer östlichen Abgabelung, der Kleinen Biesnitzer Gasse, die als Hohlweg nach Süden bis zu ihrer Einmündung in die Biesnitzer Straße führte. Den Bahnhof hatte man in die Achse der Kleinen Biesnitzer Gasse gelegt, wodurch diese im Gegensatz zur Salomonstraße sofort gekappt war. Aus der alten Verbindung war eine innerstädtische Straße geworden, die dann folgerichtig 1847/48 zu einer Hauptstraße ausgebaut und 1850 in Packhofs-Straße umbenannt wurde. Namensgebend war der gegenüber dem Bahnhof gelegenen, 1850/52 gebaute städtische Packhof, heute Bahnhofstraße 23. 1867 erfolgte eine erneute Umbenennung in Berliner Straße – eine Huldigung an die Hauptstadt Preußens. Da sich die Berliner Straße als direkt auf das Empfangsgebäude des Bahnhofs zulaufende Straße mit vielen Verkaufseinrichtungen, Hotels und Restaurationen bald weit städtischer und belebter als die Salomonstraße darbot, wandelte der Magistrat um 1880 die gesamte Straße vom Postplatz zum Bahnhof in eine durchführende Berliner Straße um, von der nun eine kurze und an der Bahnstrecke ebenfalls endende Salomonstraße abzweigte. Die Häuser der Berliner Straße wurden dementsprechend umnummeriert (alt 17 - neu Nummer 32, alt 15 - neu 40 links und 41 rechts, alt 26 - neu 42, alt 27 - neu 43, alt 28 - neu 44). Die neue Bebauung der Packhofs-Straße und späteren „alten“ Berliner Straße (also zwischen Salomonstraße und Bahnhof) begann um 1860. Am nördlichen Ende, direkt in der spitzen Ecke der Abgabelung, entstand die heutige Salomonstraße 1 im Jahr 1857, am südlichen, dem Bahnhof zugewandten Ende die auf der westlichen Straßenseite gelegene Nummer 38 (zunächst Packhofstraße 5) im Jahr 1861. Beide Bauten bestehen noch. Die anderen Häuser entstanden zum großen Teil in den 1870er Jahren, einige zu Beginn der 80er Jahre. | 09281388 |
| Weitere Bilder                          | Amtsgericht mit Gefängnis | Postplatz 18 (Karte) | 1865 (Amtsgericht); 1905–1910 (Gefängnis) | Architekt des Amtsgerichts war Carl Ferdinand Busse, an der Fassade eine Tafel, die an Opfer der Nazis vom Frühjahr 1945 erinnert und eine Tafel für den Volksaufstand 1953, baugeschichtlich, ortsgeschichtlich und platzbildprägend von Bedeutung. Hintergebäude/Klinkerbau, einst Gefängnis (von Busse wurde 1905 bis 1910 durch einen neuen ersetzt) parallel zum Vorderhaus, Treppenhaus mit farbigen Bleiglasfenstern. Im Zusammenhang mit der Modernisierung des Amtsgerichtes ca. 2005 abgebrochen und durch Neubau ersetzt. Bleiglasfenster jetzt Bestandteil des neuen Verbinderbaus an der Glasfassade Südseite. Fraglich, ob das Gefängnis nun ein Neubau ist oder nicht. An der Fassade des Gerichts eine Tafel mit der Inschrift: „Platz der Befreiung Auf diesem Platz lagen im Frühjahr 1945 von faschistischen Mordkommandos umgebrachte Soldaten und Bürger. Die Toten mahnen die Lebenden.“ | 09280663 |
| Weitere Bilder                          | Wiener Café; Cabaret mit Mokka- und Likörstube; Restaurant Postplatz; Kasino; Wohn- und Geschäftshaus | Postplatz 19, 20, 21 (An der Frauenkirche 1) (Karte) | 1864 bis 1867 | Markantes, die gesamte Nordseite des Postplatzes einnehmendes Gebäude mit ausgewogener spätklassizistischen Fassade, Mittelrisalit hervorgehoben durch Attikafiguren und zwei Balkone, einer getragen durch Karyatiden, Bauherr Eduard Schultze, ursprünglich Victoria Hotel im Mittelteil des Gebäudes, baugeschichtlich, künstlerisch und platzbildprägend von Bedeutung. Reicher Bau in italienischer Neurenaissance. | 09280664 |
|                                         | Wohnhaus | Querstraße 1 (Karte) | Um 1865 | Klassischer Typ mit Gurtgesimsen, städtebaulich von Bedeutung | 09281315 |
|                                         | Wohnhaus, nach links freistehend | Querstraße 3 (Karte) | 1869 | Zeitweise von der Mühlbaumschen Nervenklinik genutzt, siehe Dr.-Kahlbaum-Allee 17, Haus mit Fensterläden, baugeschichtlich und städtebaulich von Bedeutung | 09281316 |
|                                         | Wohnhaus, nach rechts freistehend | Querstraße 4 (Karte) | 1869 | Zeitweise von der Mühlbaumschen Nervenklinik genutzt, siehe Dr.-Kahlbaum-Allee 17, baugeschichtlich und städtebaulich von Bedeutung. Geätzte Fenster in Windfangtür, bunte Fußbodenkacheln. | 09281317 |
|                                         | Wohnhaus mit Vorgarten | Querstraße 9 (Karte) | 1868 | Errichtet vom Maurer- und Zimmermeister Johann Carl Gustav Müller, zeitweise von der Kahlbaumschen Nervenklinik genutzt, siehe Dr.-Kahlbaum-Allee 17, baugeschichtlich und städtebaulich von Bedeutung. Treppe zum Vorgarten, Treppenhaus original. Schöne Profile und Friese am Dreiecksgiebel. | 09281318 |
|                                         | Wohnhaus mit Vorgarten | Querstraße 10 (Karte) | 1868 | Errichtet vom Maurer- und Zimmermeister Johann Carl Gustav Müller, zeitweilig von der Kahlbaumschen Nervenklinik genutzt, siehe Dr.-Kahlbaum-Allee 17, baugeschichtlich und städtebaulich von Bedeutung. Rechter Flügel mit Erker im Erdgeschoss Balkon mit gusseisernem Gitter, schöne Rankenfriese. Terrasse zum Garten verändert. | 09281319 |
| Weitere Bilder                          | Wohnhaus mit Stütz- und Einfriedungsmauer aus Klinker, dazu der Garten | Querstraße 11 (Karte) | 1876 (Wohnhaus); 1883 (Erweiterung) | Bauherr August Ed. Röhrig, Hauptfassade zur Dr.-Kahlbaum-Allee, Einfriedungsmauer aus Klinker, baugeschichtlich und straßenbildprägend von Bedeutung. Schmiedeeisernes Hoftor um 1900 gestohlen, im Inneren gusseisernes Treppengitter. | 09281066 |
| Direkt Bild zu diesem Denkmal hochladen | Wohnhaus Karl Ludwig Kahlbaums, Amts- und Empfangsgebäude (1), ein Haus mit James-von-Moltke-Straße 25. Schweizerhaus (3). Haus mit Turm (4). Wirtschaftsgebäude (5). Gesellschaftshaus (6). Kurhaus für leichte Fälle und Wohnhaus Reimers (7) mit Wasserbecken dahinter. Ärztliches Pädagogium mit Kegelbahn, Werkstatt und Turnsaal (8), dazu die miteinander einen Winkel und mit Haus 8 einen Hof bildenden langen eingeschossigen Veranden mit geschlossener Rückwand, Liegehallen (Garagen auf der Rückseite keine Einzeldenkmale). Krankenzellen für mittelschwere Fälle Männer (9), nach Osten mit offenem Holzvorbau, dazu der ebenfalls östliche offene Holzpavillon. Krankenzellen für mittelschwere Fälle Männer (10). Tobzellen, Speisesaal und Krankenzellen für schwere Fälle Männer (11). Kesselhaus (12, Querstraße 12). Kleines Nebengebäude östlich von Haus 13 und ein offenes Gebäude, wohl Unterstand, westlich von Haus 13. Ein einseitig offener Holzpavillon mit Gesprenge am Giebel südwestlich von Haus 3. Ein offener Holzpavillon östlich von Haus 9. Ein offener Holzpavillon nahe der Dr.-Kahlbaum-Allee. Kapelle als steinernes Gartenhaus mit rundbogigen Öffnungen, emporführender Steintreppe und Unterkellerung an der Kahlbaumallee. Ein kleines Pfortenhäuschen neben Haus 1. Ein Empfangshaus an der Querstraße, nördlich von Haus 5. Ein langer ebenerdiger Bau mit geschlossener Rückwand parallel zur Moltkestraße, möglicherweise Liegehalle, mit Garagen. Ein offener eiserner Pavillon südwestlich von Haus 6 sowie Anstaltsgarten (Gartendenkmal, siehe auch Sachgesamtheitsdokument Obj. 09302549) | Querstraße 12 (Hauptanschrift: Dr.-Kahlbaum-Allee 17) (Karte) | 1854 (Kurhaus, 7); 1854–1884 (Ärztliches Pädagogium, Haus 8); 1854–1897 (drei Krankenzellen, Haus 9–11); 1885–1887 (Gesellschaftshaus, 6); nach 1854 (kleines Empfangshaus an der Querstraße) | Einzeldenkmale der Sachgesamtheit Kahlbaumsche Nervenklinik; baugeschichtlich, medizinhistorisch,ortshistorisch und gartenkünstlerisch von Bedeutung. Kurzbeschreibung: Klinik begründet 1854 vom Arzt Hermann Andreas Reimer, 1867 übernommen von Karl Ludwig Kahlbaum. Sachgesamtheit des gesamten Klinikgeländes, Umfang siehe Plan, mit folgenden Einzeldenkmalen: Das gesamte parkartige Gelände einschließlich des Wegesystems, den gepflasterten Straßen, Treppen sowie kleineren und größeren Mauern (CIX/60/1 bis 3, 6, 9 bis 11, 14 bis 18, CIX/61/37) | 09281320 |
| Direkt Bild zu diesem Denkmal hochladen | Wohnhaus | Querstraße 13 (Karte) | 1870er Jahre | Eckhaus zur James-von-Moltke-Straße, hier in geschlossener Bebauung, Ecke hochgezogen, baugeschichtlich und städtebaulich von Bedeutung | 09281328 |

## Streichungen von der Denkmalliste
| Bild                                    | Bezeichnung                          | Lage                        | Datierung    | Beschreibung | ID       |
| --------------------------------------- | ------------------------------------ | --------------------------- | ------------ | --- | -------- |
| Direkt Bild zu diesem Denkmal hochladen | Mietshaus in geschlossener Bebauung  | Landeskronstraße 34 (Karte) | Um 1920      | Städtebaulich von Bedeutung; Abriss 2017 nach Teileinsturz                                                                                                | 09281227 |
| Direkt Bild zu diesem Denkmal hochladen | Gewerbegebäude auf dem Hof, U-förmig | Leipziger Straße 9 (Karte)  | 1870er Jahre | Wohnhaus kein Denkmal, um 1910 Stangen & Lange, Zentralheizungsanlagen, wirtschaftsgeschichtlich von Bedeutung; nach 2014 von der Denkmalliste gestrichen | 09280981 |
| Direkt Bild zu diesem Denkmal hochladen | Mietshaus in geschlossener Bebauung  | Pontestraße 25 (Karte)      | Um 1895      | Baugeschichtlich und städtebaulich von Bedeutung; nach 2014 von der Denkmalliste gestrichen                                                               | 09281635 |

## Tabellenlegende
- Bild: Bild des Kulturdenkmals, ggf. zusätzlich mit einem Link zu weiteren Fotos des Kulturdenkmals im Medienarchiv Wikimedia Commons. Wenn man auf das Kamerasymbol klickt, können Fotos zu Kulturdenkmalen aus dieser Liste hochgeladen werden:
- Bezeichnung: Denkmalgeschützte Objekte und ggf. Bauwerksname des Kulturdenkmals
- Lage: Straßenname und Hausnummer oder Flurstücknummer des Kulturdenkmals. Die Grundsortierung der Liste erfolgt nach dieser Adresse. Der Link (Karte) führt zu verschiedenen Kartendiensten mit der Position des Kulturdenkmals. Fehlt dieser Link, wurden die Koordinaten noch nicht eingetragen. Sind diese bekannt, können sie über ein Tool mit einer Kartenansicht einfach nachgetragen werden. In dieser Kartenansicht sind Kulturdenkmale ohne Koordinaten mit einem roten bzw. orangen Marker dargestellt und können durch Verschieben auf die richtige Position in der Karte mit Koordinaten versehen werden. Kulturdenkmale ohne Bild sind an einem blauen bzw. roten Marker erkennbar.
- Datierung: Baubeginn, Fertigstellung, Datum der Erstnennung oder grobe zeitliche Einordnung entsprechend des Eintrags in der sächsischen Denkmaldatenbank
- Beschreibung: Kurzcharakteristik des Kulturdenkmals entsprechend des Eintrags in der sächsischen Denkmaldatenbank, ggf. ergänzt durch die dort nur selten veröffentlichten Erfassungstexte oder zusätzliche Informationen
- ID: Vom Landesamt für Denkmalpflege Sachsen vergebene, das Kulturdenkmal eindeutig identifizierende Objekt-Nummer. Der Link führt zum PDF-Denkmaldokument des Landesamtes für Denkmalpflege Sachsen. Bei ehemaligen Kulturdenkmalen können die Objektnummern unbekannt sein und deshalb fehlen bzw. die Links von aus der Datenbank entfernten Objektnummern ins Leere führen. Ein ggf. vorhandenes Icon  führt zu den Angaben des Kulturdenkmals bei Wikidata.

## Ausführliche Denkmaltexte
1. ↑  Wohnhaus (Leipziger Straße 46):

Bei dem Gebäude handelt es sich um einen viergeschossigen, massiven und verputzten Baukörper mit straßenseitig sieben Achsen, wobei die östliche Seitenachse straßenseitig bewusst vorgezogen ist und den Hauseingang sowie rückseitig einen Durchgang zum Hof enthält. Das Gebäude ist von einem flach geneigten Satteldach überfangen.

Die Hauptfassade wird von einem zwischen Erdgeschoss und erstem Obergeschoss horizontal durchlaufenden profilierten Gesims (Putzband) geprägt; ein ebensolches unter den Fenstern des dritten Obergeschosses. Über sechs Achsen der Hauptfassade Drempelgeschoss mit jeweils in den Achsen liegenden, quadratischen, paarweise angeordneten Drempelfenstern. Darüber ursprünglich weit überkragendes Traufgesims (gegenwärtig beschädigt). Östlich siebente, vorgezogene Fassadenachse mit Rahmenarchitektur um die Fensteröffnungen vom ersten bis dritten Obergeschoss als optische Akzentuierung der purifizierten, schmucklosen Fassade (ursprünglich ggf. dekorativer, eventuell mit Putzspiegeln unter den Fenstern bzw. mit Fensterbedachungen).

Die originale Kubatur des Baukörpers ebenso erhalten wie alle wesentlichen Proportionen. Prägende Gliederungs- bzw. Gestaltungselemente: profilierte geputzte Fensterfaschen, Fensterbänke (im Erdgeschoss mit Fliesen belegt) sowie bauzeitlich erhaltene Kreuzstockfenster mit Horizontalsprossung und Profilierung.

Vor straßenseitigem Eingang großformatige rechteckige Granitplatten mit integriertem Fußabstreiferrost (Eisen) quer im Fußweg verlegt. Erhalten ebenfalls Halterungen der ehemaligen seitlichen Schuhkratzer im Fußboden. Originale Haustür (zweiflüglige Rahmenfüllungstür, tief in der Fassade zurückgesetzt) mit Schlagleiste mit reichem Schnitzwerk und Kapitellchen, Türblätter mit dekorativen Zierstreifen mit Mäander-Schnitzwerk im unteren Drittel. Zweigeteiltes feststehendes Oberlichtfenster über beiden Türflügeln. Insgesamt bewusst gestalterisch hervorgehobene Eingangssituation. Rückseite des Gebäudes schlicht.

Hausinneres mit herkömmlichen Grundrissgliederungen (jeweils zwei Wohnungen pro Etage mit seitlich gelegenen aufwändigen Eingängen), jeweils auf »halber Treppe« seitlich befindliche kleine Toilettenräumeund zahlreiche Details originaler Ausstattung. Weitgehend authentisches Treppenhaus mit farbigen Wand- und Deckenfassungen mit Malereien im Erdgeschoss und den Obergeschossen (an den Wänden Schablonenmalerei mit umlaufendem Zierstreifen unter Band mit geometrischen stehenden Ovalen, darüber pro Wand Motiv eines Gartenpavillons mit Weinlaub und Blattgirlande sowie umlaufende farbige Streifen über dem Sockel und unterhalb der Decke), an den Decken ebenfalls farbige Streifen zur Rahmung. Erhalten auch Inschrift: „Georg Rest.“

Nach Osten ausgerichtete Treppenhausfenster original erhalten hohe segmentbogige Fenster mit reich unterteilten feststehenden Seitenflügeln, Oberlicht und beweglichem Mittelteil mit rahmenden, schmalen, farbigen Glasfeldern; Seitenflügel mit geätzten Glasfeldern mit sich wiederholenden einfachen Blütenmustern im Zeitgeschmack. Mittelteile in den Ecken mit farbigen, geätzten Glasquadraten. Vom Erdgeschoss bis Dachgeschoss führende Steintreppe (Granit) mit aufwändig gedrechseltem Holzgeländer (Querverstrebungen und um die Ecken geschwungener, profilierter hölzerner Handlauf). Im Erdgeschoss gegenüber straßenseitigem Eingang ebenfalls zweiflügliges segmentbogiges Holztor mit Oberlicht.

In Wohnetagen seitlich gegenüberliegende, repräsentative Wohnungseingänge mit feststehendem reichunterteiltem Oberlicht, zweiflügligen Türen (obere zwei Drittel Glas mit farbigen, geätzten Flächen, im unteren Drittel geschlossene, kassettierte Holzflächen). In Wohnungen herkömmliche Raumgliederungen, teilweise originale Deckenspiegel mit farbigen Rahmenstreifen, alte Dielenfußböden, ein historischer Kachelofen (mit figürlichem Reliefmedaillon und dekorativ geschwungenem Aufsatz) sowie historische Zimmertüren. In einer Wohnung Badezimmer mit historischer Ausstattung (türkisfarbige quadratische Wandfliesen mit dunkelblauem Profil als oberem Wandabschluss, Handtuchstange, Wandhaken, Seifenschale und Ablage, alles in weißem Porzellan).

Weiterhin original erhaltene Kastenfenster mit herkömmlichen Griffen (Basküleverschlüsse) und profilierte Fensterbretter erhalten. Im Dachgeschoss ausgebaute Dachkammern mit historischen Türblättern einschließlich zugehörigen originalen Schlossblechen, straßen- und hofseitig konstruktiv erhaltene, bauzeitliche Hechtgaupen (Fenster derzeit teilweise zugesetzt). Nachträglich ertüchtigter historischer Dachstuhl, zum Teil mit ursprünglichen Abbundzeichen. Keller mit flachen Tonnengewölben und einigen Ziegelwänden mit versetzten Ziegeln zur Belüftung einzelner Räume auf.

Insgesamt Gebäude von hoher Authentizität. Trotz teilweise erheblicher Schäden (Decken- bzw. Fußbodenbereiche einzelner Wohnungen wegen langem Leerstand) anschauliche historische Aussagefähigkeit zur Konstruktion, bauzeitlichen Verwendung von Materialien und prägenden Details der entstehungszeitlich typischen Architektursprache, welche insgesamt die baugeschichtliche Bedeutung des Objektes und somit sein öffentliches Erhaltungsinteresse begründen. Gebäude ebenfalls unverzichtbarer Bestandteil des geschlossenen Straßenzuges, der baulich entsprechende bzw. ähnliche und zeitgleiche Gebäude aufweist und somit auch von stadtentwicklungsgeschichtlichem und straßenbildprägendem Wert.
2. ↑  Beschreibung des Gartendenkmals (Ragnhild Kober, 18. Dezember 2008):
  - Erschließung: Straßen mit Kleinsteinpflaster (Granit) und beidseitiger Rinne aus zwei Reihen Großsteinpflaster (Granit) sowie Flachbord (Granit), Bürgersteige mit Mosaiksteinpflaster (Granit), zu den Hauseingängen Treppen mit Blockstufen (Granit bzw. Beton), Ulmenhof mit Zu- und Ausfahrt durch je einen zwischen die Wohngebäude gespannten Torbogen mit der Bezeichnung „Ulmenhof“ und Fahrweg mit wassergebundener Wegedecke sowie vier Treppenaufgängen mit Blockstufen (Granit) und Treppenwangen (Klinker) sowie zwei weiteren Treppen, zum Kindergarten (Parsevalstraße Nummer 7) Zugang durch einen zwischen Nummer 5 und Nummer 7 gespannten Torbogen mit einem zweiflügeligen Tor aus Metallkonstruktion sowie einem Metallrelief (Löwe) auf dem Torbogen
  - Einfriedung: Einfriedungszäune (Holzlatten) an den Außenseiten der Wohnhöfe
  - Bodenrelief: eine von Süd nach Nord ansteigende Böschung im Nordbereich des Ulmenhofes, eine von Süd nach Nord ansteigende Böschung an der Nord-Grenze des Wohnhofes Lilienthalstraße 2–8, von Südwesten nach Nordosten ansteigende Böschungen an der Südwest-Grenze der Wohnhöfe und des Spielplatzes an der Parsevalstraße
  - Gehölze: eine Baumreihe (Kastanien, geschnittene Baumkronen) in einem Streifen wassergebundener Decke mit Baumscheiben auf der Nordost-Seite der Parsevalstraße, zwei große Solitärbäume (Ulmen) im Ulmenhof, eine Baumreihe (Schwarzkiefern) an der Nordgrenze der Wohnhöfe im Norden der Lilienthalstraße Nummer 2–8, eine Baumgruppe (Eiche, Esche, Lärche) auf dem Wohnhof Parsevalstraße Nummer 11–19
  - Spielplatz: an der Parsevalstraße zwischen Nummer 7 und 9 eine, im Grundriss rechteckige, nach Südwesten durch eine Böschung abgefangene, ebene Grünfläche mit einem geradlinigen Zugangsweg von der Parsevalstraße und zwei versetzt liegenden rechteckigen kleinen Platzflächen (wassergebundene Wegedecke, Kantenstein aus Granit) sowie Rasen- und Gehölzflächen, auf der einen Platzfläche ein Sandkasten mit Einfassungselementen aus Beton und Holzauflage sowie zwei Bänke mit Betonsockel und Holzauflage, auf der anderen Platzfläche eine Schaukel mit Holzgestell und eine Bank in einer Banknische, Gehölzbestand (Ligusterhecke, Lindenreihe, Weymouthkiefer, Buche, Rotdorn, Falscher Jasmin, Goldregen, Zwergkiefer u. a.)
  - Kindergarten (Parsevalstraße Nummer 7): Wege- und Platzflächen, Gehölzbestand, im Nordwest-Bereich ein Tisch mit zwei Betonsockeln (mit Loch) und Holzauflage sowie zwei Bänke mit Betonsockeln (mit Loch) und Holzauflagen
3. ↑  Beschreibung des Gartendenkmals (Ragnhild Kober, 11. September 2008):
  - Geschichte: 1885 Anlage eines künstlichen Wasserfalls und einer Freisitzfläche auf dem sogenannten Drachenfelsen anlässlich der Gewerbe- und Industrieausstellung 1885, 10. November 1898 Grundsteinlegung zum Bau der Kirche nach Entwürfen des Architekten Arno Eugen Fritsche (1858–1939), 06. Mai 1901 Einweihung der Kirche, 21. Juni 1904 Einweihung des Lutherdenkmal (Quelle: Die Lutherkirche in Görlitz, herausgegeben vom Gemeindekirchenrat, Text von Horst Wenzel, Druckhaus Goldammer Görlitz 2001)
  - Teile der Anlage: kleine Grünanlage in Straßenniveau im Nordwesten der Kirche, Plateaufläche mit einem um die Kirche führenden Weg und Resten (kreisförmiges Rosenbeet) einer ehemaligen Schmuckfanlage im Westen der Kirche, Böschung im Südwesten, Nordwesten und Nordosten sowie Felsen im Westen des Plateaus, Treppenanlage im Südwesten der Kirche, Bereich im Nordosten der Kirche verändert (Spielplatz)
  - Einfriedung: an der Südost-Grenze Stützmauer mit Brüstungsmauer aus Klinkermauerwerk
  - Erschließung: Treppenaufgang im Südwesten der Kirche, auf dem Plateau eine gepflasterte Platzfläche vor dem Eingang der Kirche im Südwesten und ein um die Kirche führender Weg mit wassergebundener Decke und Kantensteinen, Bürgersteig an der Landeskronstraße scheinbar verändert (Parktaschen eingefügt), sonst ein Granitsteinbord, ein Streifen von Mosaiksteinpflaster aus Basalt und Granitgehwegplatten
  - Bodenrelief: sogenannter Drachenfelsen, Kirche steht erhöht auf diesem Felsen, Grünanlage in Straßenniveau mit leichter Bodenmodellierung
  - Gartenbauten: Treppenanlage mit zwei unteren Treppenaufgängen und einem mittigen oberen Treppenaufgang, Podesten, Stützmauern und Treppenwangen sowie dem Lutherdenkmal
  - Gehölze: im Südwest-Bereich auf dem Plateau Solitärbaum (Buche), an der Südost-Grenze Hecke (Hainbuche, durchgegangen), Buchen und Spitzahorn an der Böschung im Nordwesten der Kirche, Pyramideneiche und einige Kiefern in der Nähe der ehemaligen Schmuckanlage, in der Nähe der Treppenanlage Kiefern und Robinien, im Nordosten der Kirche Spitzahorn und Bergahorn in Solitär- und Gruppenstellung, auf der Grünanlage in Straßenniveau Baumbestand (Rotdorn, Silberahorn, Esche, Birke) und Strauchbestand (Liguster, Flieder, Goldregen, Schneebeere, Alpenjohannisbeere)
  - Denkmal: nach dem Lutherdenkmal in Worms (Lutherdenkmal in Worms wurde von Ernst Rietschel geschaffen und am 25. Juni 1868 enthüllt), für das Lutherdenkmal in Görlitz erfolgte der Bronzeguss in Lauchhammer, 21. Juni 1904 eingeweiht, 1942 vom Sockel zwecks Einschmelzung geholt, das Denkmal lag auf dem Schrottplatz am Görlitzer Güterbahnhof, Neuguss in den in Lauchhammer wieder aufgefundenen, durch Volker Beier restaurierten alten Gussformen auf Initiative des 1981 in Aumühle bei Hamburg gegründeten Fördervereins für die Wiederherstellung des Lutherdenkmals, 30. Oktober 1983 Neuaufstellung (Quelle: Die Lutherkirche in Görlitz, herausgegeben vom Gemeindekirchenrat, Text von Horst Wenzel, Druckhaus Goldammer Görlitz 2001)
  - Bemerkung: die Anlage ist durch die Sicherung mit einem Zaun und die Einfügung eines Spielplatzes beeinträchtigt
4. ↑  Beschreibung des Gartendenkmals (Ragnhild Kober, 18. Dezember 2008):
  - Geschichte: 1855 erstes Postgebäude auf dem alten Viehmarkt, 1865 Bau des Gerichtsgebäudes an dem nun sog. Postplatz, Bepflanzung des Platzes, 1877 Anregung des preußischen Innenministers Robert Viktor von Puttkammer den Platz durch einen Kunstbrunnen aufzuwerten, Brunnenentwurf von Breslauer Bildhauer Robert Toberentz, die Berliner Bildhauer Ochs (Vater und Sohn) fertigten, nach Entwürfen und Modellen von Toberentz, die Arbeiten in Marmor an, in Lauchhammer entstand die Bronzefigur (im Volksmund „Muschelminna“ genannt), 12. November 1887 Einweihung des Brunnens, 1889 Anlage von vier sternförmigen Wegen zum Brunnen, Erweiterung des Brunnens mit einem Bassin, 1937 mussten diese Wege der neuen Straßenbahnführung weichen, Anlage des heute noch bestehenden Rasenovals, 15. Juli 1942 Demontage der Brunnenfigur und Einschmelzung für Kriegszwecke, der Dresdner Bildhauers Werner Hempel fertigte eine Marmorschale als neue Bekrönung des Brunnens an, Friedrich Klos aus Dresden erhielt 1987 den Auftrag zur Anfertigung eines neuen Gussmodells nach historischen Vorlagen zu schaffen, Guss in Lauchhammer, 1. Mai 1994 Aufstellung der Kopie am alten Standort, Veränderung der Wegeführung (die ehemaligen inneren, um den Brunnen führenden Wege mit Mosaiken liegen möglicher Weise noch unter der an den Brunnen anschließenden Rasenfläche)
  - Erschließung: Bürgersteige und Straßen umgeben den trapezförmigen Platz, die innere ovale Rasenfläche mit Brunnen wird von einem Rundweg umgeben, Rundweg und innere Bürgersteige mit Betongehwegplatten und Betonkantensteinen sowie Tiergartengittern (Stützen aus Stahlrohr mit Kugelaufsatz, zwischen den Pfeilern Bandeisen), Straßen mit Granitflachborden und Granitgroßsteinpflaster, äußere Bürgersteige mit diagonal verlegten Betongehwegplatten und seitlichen Bändern aus Granitmosaiksteinpflaster
  - Wasserelement: Brunnen mit äußerem Brunnenbecken (abgerundete Randsteine aus Kunststein? und Beckenboden mit Mosaiksteinpflaster aus Kalkstein), in der Mitte ein Podest aus drei Granitstufen, darauf das innere Brunnenbecken aus Marmor, Brunnenaufsatz mit Eckfiguren (eingehaust im Winter) und Brunnenplastik aus Bronze (Flora, eine große Muschel über dem Kopf tragend)
  - Ausstattung (neu): an den Nordost-, Südost- und Südwest-Ecken Lehnenbänke mit Stahlgestell und Holzauflage
  - Gehölze: Solitärbäume (zwei Linden) auf der Südwest-Ecke des Platzes, Strauchgruppen auf der Nordost- und Südost-Ecke, vor der Post im Osten des Platzes stehen rechts und links je eine Pyramideneiche
  - Vegetationsflächen: mittige ovale Rasenfläche mit äußerem Blumenband und Rasenband sowie Tiergartengitter, je eine Stauchfläche an der Nordost- und Südost-Ecke mit Tiergartengitter eingefasst, eine Rasenfläche mit zwei Linden an der Südwest-Ecke mit Tiergartengitter eingefasst
  - Bemerkung: Veränderung der Grundaufteilung des Platzes, ein Weg mit Mosaiken und Banknischen verlief direkt um den Brunnen, dieser Weg wurde über vier Diagonalwege von den Ecken des Platzes aus erschlossen
5. ↑  Folgende Großbauten als Einzeldenkmale:
  - Wohnhaus Karl Ludwig Kahlbaums, Amts- und Empfangsgebäude (1), ein Haus mit James-von-Moltke-Straße 25, CIX/60/31 und 37, CIX/62/1 bis 3 und 9, CXI/58/36. Das Haus wurde, wie aus den Baupolizeiakten hervorgeht, 1866 von den Herren Derschau und Techniker Flößel gebaut. Es wird als Wohnhaus der Kahlbaums bezeichnet, doch ist unklar, wann es von Kahlbaum gekauft und bezogen wurde. Zur Erinnerung sei gesagt, dass Ludwig Kahlbaum 1866 nach Görlitz kam und die Klinik 1867 von Reimers kaufte. Das Gebäude besitzt zwei im Winkel aufeinander stoßende Flügel mit Erd- und Obergeschoss sowie einem Drempelgeschoss. Im äußeren Winkel, also unmittelbar an der Kreuzung der damaligen Promenade und heutigen Dr.-Kahlbaum-Allee und der damaligen Sommergasse und heutigen James-von-Moltke-Straße, ist die Fassade mit einer mehrstufigen Attika dekorativ hochgezogen. Das gleiche Motiv findet sich an den Enden der beiden Flügel, zudem wird eine Kopie des obersten Attikaelements den Langseiten der Flügel in der Mitte aufgesetzt. Das Haus erhebt einen hohen repräsentativen Anspruch, der sich unter anderem in mehreren Gurtgesimsen, Fensterbedachungen, einem Konsolfries am Traufgesims und Putznutungen am Erdgeschoss äußert. Von der Rückseite bietet sich das Haus schlicht dar. Original erhalten sind Details wie die zweiflüglige mit Oberlicht versehene Eingangstür. Das Doppelhaus (auch Adresse James-von-Moltke-Straße 25) ist im Außenbau unverändert erhalten. Denkmalwert: hoch.
  - Schweizerhaus (3), CIX/62/17 bis 20 und 23, CXI/58/32, 33. Das Haus wurde wohl ab 1872 gebaut. Architekt ist ein Herr H. Brick. Es erhebt sich dreigeschossig mit Drempelgeschoss und flachem Satteldach – deshalb Schweizerhaus – über einem rechteckigen Grundriss mit einem Rücksprung. Die Fassadengliederung mit drei Gurtgesimsen, geraden Fensterbedachungen und zwischen Bedachung und Fenster liegenden, reliefierten Putzspiegeln ist erhalten. Ebenfalls erhalten ist am südlichen Giebel das Gespränge und eine Dreiecks-Bedachung über dem Balkonaustritt. Eine Tür weist eine schöne Glasätzung mit Rankenwerk und Vasen auf. Das Haus ist im Außenbau unverändert erhalten. Denkmalwert: hoch.
  - Haus mit Turm, mehrgliedrig, geschlossene Krankenzellen für schwere Fälle Frauen und Wohnhaus (4), an der Querstraße, CIX/60/36, CIX/62/21 bis 22 und 24 bis 25. Das Haus wurde von 1880 bis 1882 gebaut. Es erhebt sich mit zwei rechtwinklig aufeinander stoßenden Flügeln mit einem Hochparterre und einem niedrigeren Obergeschoss. Der Baukörper ist stark aufgelöst. So ist im Flügel parallel zur Querstraße mittig ein höherer Baukörper durchgesteckt, der mit seinem Giebel hier eine Art Mittelrisalit mit im Erdgeschoss vorgelagertem Erker bildet, und im Winkel auf der Außenseite dominiert ein viergeschossiger schlanker Turm mit quadratischer Grundfläche. Neben dem Turm ist der Eingang mit Freitreppe angeordnet. Erhalten sind die Gesimse. Erhaltungszustand: Die ursprüngliche Putzgliederung ist nicht erhalten. Die heutige stammt wahrscheinlich aus der Zeit um 1910 und ist somit bereits selbst wieder denkmalwert. Denkmalwert: hoch.
  - Wirtschaftsgebäude für Küchen und Lagergebäude (5), Nähe Querstraße, CIX/62/26, 28 und 29, CXI/58/35, 36. Das Haus wurde von 1887 bis 1889 vom Görlitzer Bauunternehmer P. Dudel nach Entwürfen von R. O. Schendler gebaut. Es erhebt sich mit Erd- und Obergeschoss über einer großen Grundfläche. Auf der Nordseite sind die Ecken eingezogen und durch eingeschossige viertelkreisförmige Bauten geschlossen. Auf der Südseite ist mittig ein eingeschossiger kleiner Bau angesetzt, wobei auch hier die verbleibenden Ecken durch viertelkreisförmige Bauten geschlossen sind. Am angesetzten Bau setzt mittig ein flacher Verbindungsgang zu Haus 6 an. Der Bau ist sehr schlicht. Erhaltungszustand: Im Außenbau geglättet, es gibt kaum Putzgliederungen. Denkmalwert: gering.
  - Gesellschaftshaus mit Beschäftigungsräumen, darunter Musikzimmer, Bibliothek, Festsaal und Wintergarten (6), gebaut von 1885 bis 1887, CIX/62/30 bis 33, CXI/58/30 und 31 (Saal) und 34. Das Haus wurde von 1885 bis 1887 nach Entwürfen vom Görlitzer Bauunternehmer P. Dudel gebaut. Es erhebt sich teils ein-, teils zweigeschossig über einem rechteckigen Grundriss und enthält verschiedene Beschäftigungsräume, darunter auf der Westseite den Saal. Die Fassaden sind aufwändig gestaltet mit Gesimsen, Lisenen, geraden und dreieckigen Fensterbedachungen und Putzspiegeln. Erhaltungszustand: gut. Denkmalwert: hoch.
  - Kurhaus für leichte Fälle und Wohnhaus Reimers (7) mit Springbrunnen dahinter. CIX/62/34 bis 37, CIX/61/1, Springbrunnen CIX/60/12, CXI/58/27 bis 29. Das Haus wurde als erster und wichtigster Bau der Reimers´schen Anstalt im Jahr 1854 gebaut, die Funktion als „Kurhaus für leichte Fälle“ erhielt der Bau erst später. Der Brunnen mit großem runden Ring kam 1855 und ein neues Treppenhaus am Westgiebel 1858 hinzu. Der Entwurf für den Bau stammt von Baumeister Grube von der Provinzialgewerbeschule in Görlitz. Es handelt sich um einen dreigeschossigen Bau mit Mittelkorridor. Im Außenbau stark geglättet, ein originales Detail sind die dreigeschossigen Holzveranden auf der Rückseite zum Park. Erhaltungszustand: Der Bau ist aufgestockt und im Außenbau stark geglättet. Letztes originales Detail sind die dreigeschossigen Holzveranden auf der Rückseite zum Park. Erhaltungszustand: schlecht. Denkmalwert: Hinsichtlich der Originalsubstanz schlecht. Hier ist jedoch der geschichtliche Wert zu beachten.
  - Ärztliches Pädagogium mit Kegelbahn, Werkstatt und Turnsaal (8), dazu die miteinander einen Winkel und mit Haus 8 einen Hof bildenden langen eingeschossigen Veranden mit geschlossener Rückwand, entweder Liegehallen oder Kegelbahnen. Auf der Rückseite hier Garagen, diese kein Einzeldenkmal. CIX/61/2 bis 4 und 10/11, CIX/61/5 bis 9. Das Haus wurde im Zeitraum von 1854 bis 1884 gebaut und umgebaut. Es erhebt sich mit zwei Geschossen über einem hufeisenförmigen Grundriss (oder besitzt nur zwei zweigeschossige Flügel im Winkel). Eingeschossige Bauten ergänzen den Grundriss zum Rechteck. Die Fassaden sind anspruchsvoll durchgestaltet mit mehrfachen Gesimsen, Ecklisenen und einem Erker. Die miteinander einen Winkel und mit Haus 8 einen Hof bildenden langen eingeschossigen Veranden mit geschlossener Rückwand waren entweder Liegehallen oder die in den Bauakten verzeichnete Kegelbahn. Erhaltungszustand: Die Fassaden sind original erhalten. Es fehlen die beiden repräsentativen Dreiecksgiebel und einige Gesimse im oberen Bereich. Der Eingangsbereich war wesentlich repräsentativer gestaltet. Denkmalwert: mittel bis hoch.
  - Krankenzellen für mittelschwere Fälle Männer (9), nach Osten offener Holzvorbau, dazu der ebenfalls östliche offene Holzpavillon. CIX/61/12 bis 14. Das Haus wurde im Zeitraum von 1854 bis 1884 gebaut. Es ist recht lang mit klassischer Architekturgliederung mit Gesimsen und Fensterbedachungen und -faschen und nach Osten einem offenen Holzvorbau. Dieser Holzvorbau ist recht hoch und entspricht damit dem massiven Trakt dahinter. Die Bögen sind auf maurisch anmutende Art in kleinen Bögen ausgesägt. Der offene Holzpavillon besteht nur in einer Holzkonstruktion mit flachem Zeltdach vier Stützen. Erhaltungszustand: Gut, die Fassaden sind original erhalten. Denkmalwert: mittel bis hoch.
  - Krankenzellen für mittelschwere Fälle Männer (10). CIX/61/21 bis 23, CXI/58/24 (Stuck) und 26 (Wendeltreppe). Das Haus wurde wahrscheinlich in der Phase von 1854 bis 1866 gebaut. Es ist über rechteckigem Grundriss zweigeschossig und weist eine klassische Architekturgliederung mit Gurtgesimsen, Fensterbedachungen und -faschen sowie Putzspiegeln zwischen Fenster und Bedachung auf. Die Eingangstür ist original. Erhaltungszustand: Gut, die Fassaden sind original erhalten. Denkmalwert: mittel bis hoch.
  - Tobzellen, Speisesaal und Krankenzellen für schwere Fälle Männer (11), Nähe Querstraße. CIX/61/15 bis 19. Das Haus wurde von 1895 bis 1897 von P. Dudel gebaut. Es besteht aus zwei Flügeln, wobei der nach Süden abknickende im Gegensatz zum ansonsten zweigeschossigen Bau mit Drempelgeschoss größtenteils eingeschossig ist. Der Bau besitzt eine klassische Architekturgliederung mit Gurtgesimsen, Fensterfaschen und -bedachungen sowie zwischen liegenden Putzspiegeln und teils rundbogigen Fenstern. Erhaltungszustand: Gut, die Fassaden sind original erhalten. Denkmalwert: mittel bis hoch. Haus brannte am 16. Juni 2015.
  - Kesselhaus zur Gasversorgung der Anstalt mit Wassergas (12), Querstraße 12. CIX/61/24 bis 26, 31, 36. Das Haus wurde wohl um 1890 in Klinker gebaut. Es besteht aus einem Wohnflügel für das Personal der Anlage, einem rechtwinklig anschließenden Verbindungstrakt und dem anschließenden eigentlichen Kesselhaus. Das Wohnhaus weist mit dem Giebel des flachen Satteldaches zur Querstraße und ist gestalterisch nicht unambitioniert: Hellerer und dunklerer Klinker wechseln sich in Lagen ab, es finden sich Gesimse und die Sohlbänke ruhen auf Konsolen. Auf der linken Langseite sind Gesimse um Mauervorsprünge herum verkröpft. Erhaltungszustand: Gut, die Gebäude sind original erhalten. Denkmalwert: mittel bis hoch.
  - Kleines Nebengebäude aus Klinker östlich von Haus 13. CIX/61/33 bis 35. Das Haus wurde wohl um 1890 in Klinker gebaut. Es erhebt sich mit zwei Geschossen über einem kleinen Grundriss. Ein Gurtgesims mit über Eck gestellten Klinkern trennt Erd- und Obergeschoss. Erhaltungszustand: Gut, das Gebäude ist original erhalten. Denkmalwert: mittel bis hoch.
  - Empfangshaus, massiv, an der Querstraße nördlich von Haus 5. CIX/62/27.
  - Offenes Lager westlich von Haus 13. CIX/61/28 und 29. Es handelt sich hier um einen allseits offenen Unterstand mit flachem Satteldach
  - Folgende kleine Gebäude als weitere Einzeldenkmale:
    - Ein einseitig offener Holzpavillon mit Gespränge und Schnitzwerk am Giebel südwestlich von Haus 3, CIX/62/14 bis 16
    - Ein allseitig offener Holzpavillon nahe der Dr.-Kahlbaum-Allee, CIX/60/4 und 5
    - Kapelle als allseitig geschlossener steinerner Pavillon mit rundbogigen Öffnungen, emporführender Steintreppe und Unterkellerung unmittelbar an der Dr.-Kahlbaum-Allee, von 1854, CIX/60/7, 8 und 30
    - Ein kleines Pfortenhäuschen neben Haus 1, Denkmalwert fraglich, CIX/62/7 und 8
    - Ein langer ebenerdiger Bau mit geschlossener Rückwand parallel zur James-von-Moltke-Straße, möglicherweise Liegehalle, mit Garagen, CIX/62/11 bis 13
    - Ein offener eiserner Pavillon südwestlich von Haus 6, CIX/60/13

  - Keine Einzeldenkmale, aber Bestandteile der Sachgesamtheit:
    - Versorgungsgebäude und Werkstätten (13) CIX/61/27 und 30 und 32. Das Haus wurde auch noch im 19. Jahrhundert gebaut. Es handelt sich dabei um einen dreigeschossigen, schmucklosen Putzbau mit flachem Satteldach.
    - Garagen (2), CIX/62/4 bis 6 und 10
    - Gebäude Einkaufsquelle, CIX/61/20

Beschreibung des Gartendenkmals (Silke Epple, 14. Oktober 2008):
  - Historischer Plan in: Bresler, Dr. Johannes (Hrsg.): Deutsche Heil- und Pflegeanstalten für Psychischkranke in Wort und Bild. Halle 1910. S. 570.
  - Gartenteile: direkt an den Gebäuden befanden sich Patientengärten, südlich von Haus 6 und 7 in Form einer Parkgestaltung, im östlichen Gelände befand sich ehemals die Gärtnerei
  - Bauliche Schutzgüter:
    - Gebäude: siehe oben
    - Erschließung/Zugänge: Hauptzufahrt mit zweiflügligem Ziergitter-Tor an der Südwesten-Ecke des Geländes von der Dr.-Kahlbaum-Allee, Zufahrt von Norden von der Querstraße
    - Wegesystem: mit Granit-Großpflaster befestigter Fahrweg von der Hauptzufahrt an der Dr.-Kahlbaum-Allee zur nördlichen Zufahrt, Wege mit wassergebundener Decke und schmalen Granit-Borden, zum Teil noch vorhanden, zum Teil noch ablesbar, Spazierwege im Bereich der ehemaligen Gärtnerei
    - Gartenbauten:
      - aufwändig gestalteter Holzpavillon (Einzeldenkmal) auf quadratischem Grundriss südwestlich von Haus 3 (siehe oben)
      - aufwändig gestalteter, großer Holzpavillon (Einzeldenkmal) auf quadratischem Grundriss an der Dr.-Kahlbaum-Allee
      - Gartenhaus (Einzeldenkmal) aus Stein auf achteckigem Grundriss (offenbar Nutzung als Kapelle) an der Dr.-Kahlbaum-Allee (siehe oben), mit Treppe (auf historischem Plan verzeichnet)
      - Holzpavillon (Einzeldenkmal) östlich von Haus 9 (auf historischem Plan verzeichnet)
      - eiserner Pavillon (Einzeldenkmal) südwestlich von Haus 6
      - Sitzplatz mit Stützmauer aus Bruchstein als halbrunde Ausbuchtung am Weg östlich des Gartenhauses (auf historischem Plan verzeichnet)
      - Stützmauern aus Bruchstein und Treppe aus Granit südwestlich von Haus 6,

  - Wasserelement: Springbrunnen aus Beton südlich von Haus 7
  - Vegetation: alter Baumbestand im gesamten Areal, insbesondere im Bereich südlich von Haus 6 und 7, hier ist die parkähnlich Struktur noch gut erkennbar
    - Baumgruppen: Gruppe aus vier, ehemals sechs, Spitz-Ahornen (Acer platanoides) nördlich von Haus 10
    - Einzelbäume: Magnolie (Magnolia spec.) östlich von Haus 5, riesige Rot-Buche (Fagus sylvatica), Trauer-Esche (Fraxinus excelsior ‚Pendula’) am Holzpavillon südwestlich von Haus 3
    - Hecken und Sträucher: Pflanzung aus Eiben (Taxus baccata) und Ziersträuchern entlang des südlichen Abschnitts der Zufahrt

  - Bemerkungen: Die historische Gestaltung der Außenanlagen, wie sie sich auf dem Plan von 1910 darstellt ist in einigen Bereichen noch gut ablesbar, vielfach sind jedoch Veränderung vorgenommen worden oder z. B. Wegebeziehungen verschliffen.